# Polregio

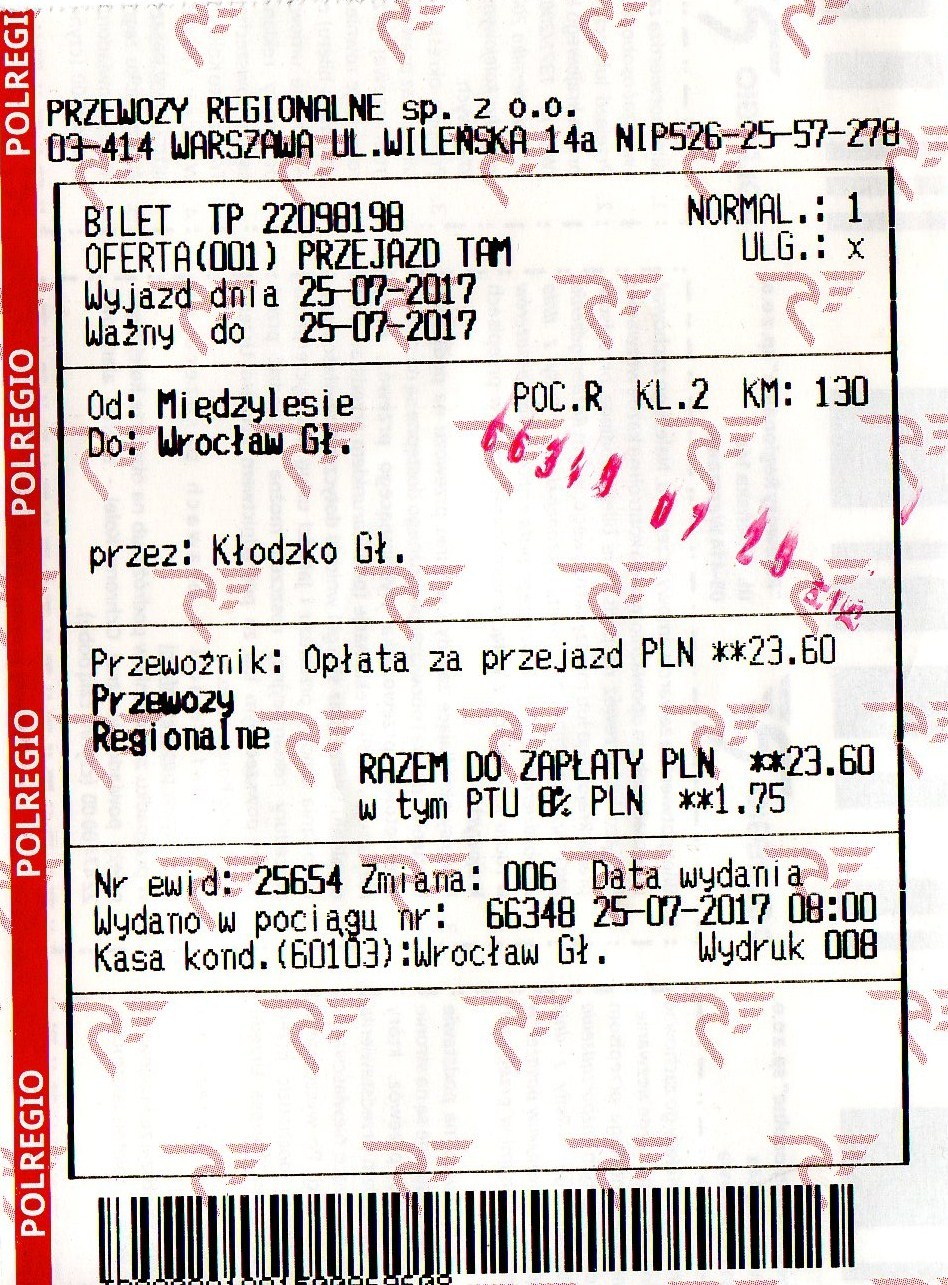
Bilet na pociąg kategorii Regio

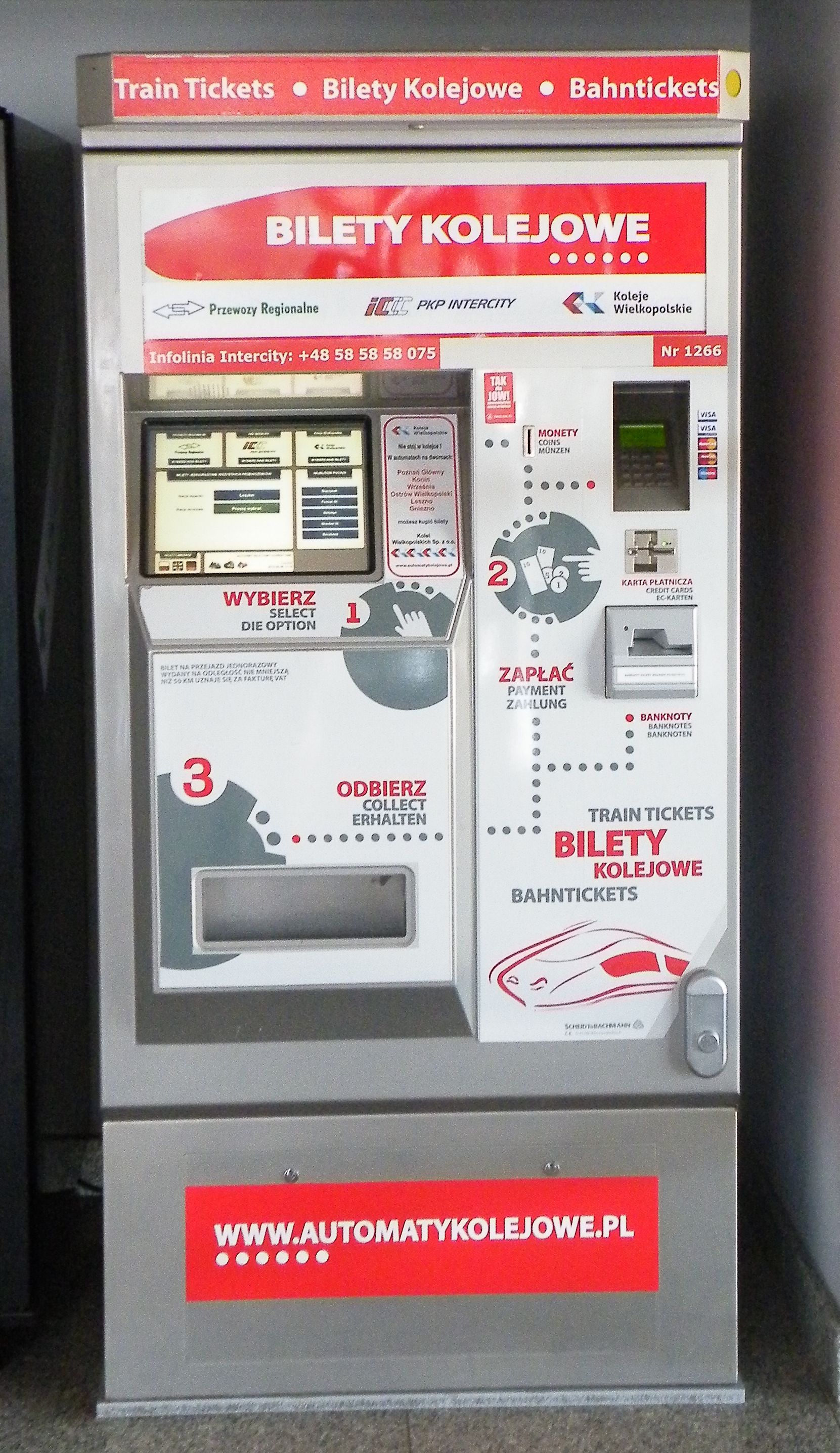
Automat biletowy wykorzystywany przez przewoźnika

POLREGIO (identyfikator literowy – PREG) (dawniej: w latach 2009–2020 Przewozy Regionalne, w latach 2001–2009 PKP Przewozy Regionalne) – polskie przedsiębiorstwo transportowe, prowadzące działalność w zakresie pasażerskich przewozów kolejowych. Powstało przez formalne wydzielenie z Polskich Kolei Państwowych.
Przedsiębiorstwo należy do Agencji Rozwoju Przemysłu S.A. (większościowy pakiet udziałów) i samorządów wszystkich województw.

## Historia
Spółka powstała na bazie Sektora Przewozów Pasażerskich PKP (1998-2001), wcześniej dawnych stacji pasażerskich oraz wagonowni obsługujących wagony osobowe.
Spółka obsługuje pociągi osobowe i przyspieszone (pod nazwą Regio) oraz segment pociągów Interregio oraz komercyjnych superREGIO. Międzywojewódzkie pociągi pospieszne zostały 1 grudnia 2008 r. przejęte przez spółkę PKP Intercity. POLREGIO organizuje także transport związany z imprezami masowymi, koloniami oraz pociągi na zamówienie indywidualne.
PKP Przewozy Regionalne formalnie zmieniły 8 grudnia 2009 roku nazwę, usuwając z niej skrótowiec PKP. Nowa firma spółki została wpisana do Krajowego Rejestru Sądowego pod nazwą Przewozy Regionalne.
Przewozy Regionalne w 2010 roku uruchomiły internetowy kanał dystrybucji swoich biletów. 

### Chronologia wydarzeń spółki Przewozy Regionalne
- 1.10.2001: Stworzenie na bazie Sektora Przewozów Pasażerskich PKP spółki PKP Przewozy Regionalne świadczącej usługi w całym kraju w oparciu o 16 zakładów.
- 1.12.2008: Przekazanie całego segmentu międzywojewódzkich połączeń pospiesznych do PKP Intercity.
- 22.12.2008: W wyniku przeniesienia udziałów z PKP SA właścicielami PKP PR zostały samorządy wszystkich województw. Tym samym spółka opuściła Grupę PKP.
- 8.12.2009: Usuwając skrótowiec PKP, firma formalnie zmieniła nazwę na Przewozy Regionalne spółka z o.o. Zmianie tej towarzyszył rozpoczęty w połowie listopada 2009 roku rebranding: nowe logo, nowe barwy korporacyjne (błękit, granat, zieleń).
- 1.01.2014: W miejsce zakładów utworzono 14 oddziałów i Zakład Napraw Taboru z siedzibą w Kruszewcu.
- 4.11.2015: Agencja Rozwoju Przemysłu przejęła większość udziałów w spółce (50% i jeden udział). Pozostała część udziałów przypadła samorządom wszystkich województw.
- 10.11.2016: Zgromadzenie Wspólników podjęło decyzję o wprowadzeniu na rynek nowej marki konsumenckiej POLREGIO. 8 grudnia 2016 roku Przewozy Regionalne oficjalnie zaprezentowały elementy nowej identyfikacji wizualnej, m.in. logotyp i barwy firmowe.
- 31.12.2016: Po raz pierwszy w swojej 15-letniej historii Przewozy Regionalne odnotowały dodatni wynik finansowy na wszystkich poziomach, osiągając zysk wynoszący ponad 51,2 mln zł.
- 23.01.2020: Przewozy Regionalne sp. z o.o. zmieniło nazwę na POLREGIO sp. z o.o[9].
- 01.12.2021: POLREGIO sp. z o.o. zostaje przekształcone w spółkę akcyjną[10].

### Restrukturyzacja
30 września 2015 roku, w obliczu groźby upadłości przewoźnika, 50%+1 udział w Przewozach Regionalnych objęła Agencja Rozwoju Przemysłu, w zamian za co spółka miała otrzymać 770 mln zł pomocy publicznej, z których 600 mln zł zaplanowano przeznaczyć na spłatę wszystkich długów (głównie wobec PKP PLK), a resztę na inwestycje w tabor i restrukturyzację. Jednocześnie likwidacji uległy wszystkie komercyjne pociągi interRegio (pozostało sześć par pociągów kursujących na trasie Łódź – Warszawa – Łódź, które zamawia i finansuje Urząd Marszałkowski Województwa Łódzkiego) oraz autobusy obsługiwane przez PR.
26 października 2015 roku przewoźnik podpisał umowę na 5-letnie świadczenie usług przewozowych z województwem warmińsko-mazurskim, 9 grudnia z województwem opolskim, a 10 grudnia z województwem wielkopolskim. 20 listopada natomiast podpisano roczną umowę z województwem zachodniopomorskim, a 22 grudnia z województwem podkarpackim. 13 grudnia 2015 spółka przejęła od Arrivy obsługę tras zelektryfikowanych w województwie kujawsko-pomorskim. Na początku marca 2016 spółka miała 7 umów 5-letnich oraz 3 umowy 4-letnie. 5 grudnia 2016 spółka podpisała 4-letnią umowę z województwem zachodniopomorskim, a pod koniec miesiąca z województwem lubelskim. W październiku 2018 roku województwo małopolskie poinformowało o zamiarze zawarcia 10 letniej umowy z PR na obsługę wybranych połączeń wewnątrzwojewódzkich oraz stykowych.
W ramach działań naprawczych zaplanowano również program dobrowolnych odejść, do marca 2016 roku skorzystało z niego 500 osób (we wrześniu 2015 roku planowano, że odejdzie z PR dzięki niemu około 2000 pracowników).
23 stycznia 2018 roku Komisja Europejska poinformowała o wszczęciu postępowania wyjaśniającego w sprawie pomocy państwa w restrukturyzacji.

### Odnowa taboru i nowa marka konsumencka
28 września 2016 roku spółka podpisała z konsorcjum banków komercyjnych i BGK umową na udzielenie 629 mln złotych kredytu na odnowę taboru. W grudniu zawarto umowę z Newagiem na dostawę 3 sztuk 4-członowych EZT Impulsów, z Pesą na dostawę 4 sztuk 2-członowych EZT Elf II oraz z ZNTK „Mińsk Mazowiecki” umowę na modernizację 36 EN57. Pod koniec lutego 2017 podpisano z Pesą umowę na dostawę 3 sztuk 2-członowych SZT Link (później rozszerzoną o dodatkowe 2 egzemplarze). 30 października 2017 spółka podpisała ze spółkami Polskim Taborem Szynowym i H. Cegielski – Fabryka Pojazdów Szynowych umowę na dzierżawę 14 zmodernizowanych EN57 Feniks. W czerwcu 2018 spółka 8 z nich wykupiła na własność.
Na przełomie 2016 i 2017 roku spółka rozpoczęła wprowadzanie nowej marki konsumenckiej – Polregio (zapis stylizowany: Polregio). 10 stycznia uruchomiono nową stronę internetową Polregio. 22 marca 2019 przewoźnik uruchomił nowy system sprzedaży biletów on-line oraz nową aplikację mobilną do sprzedaży biletów.

## Profil działalności

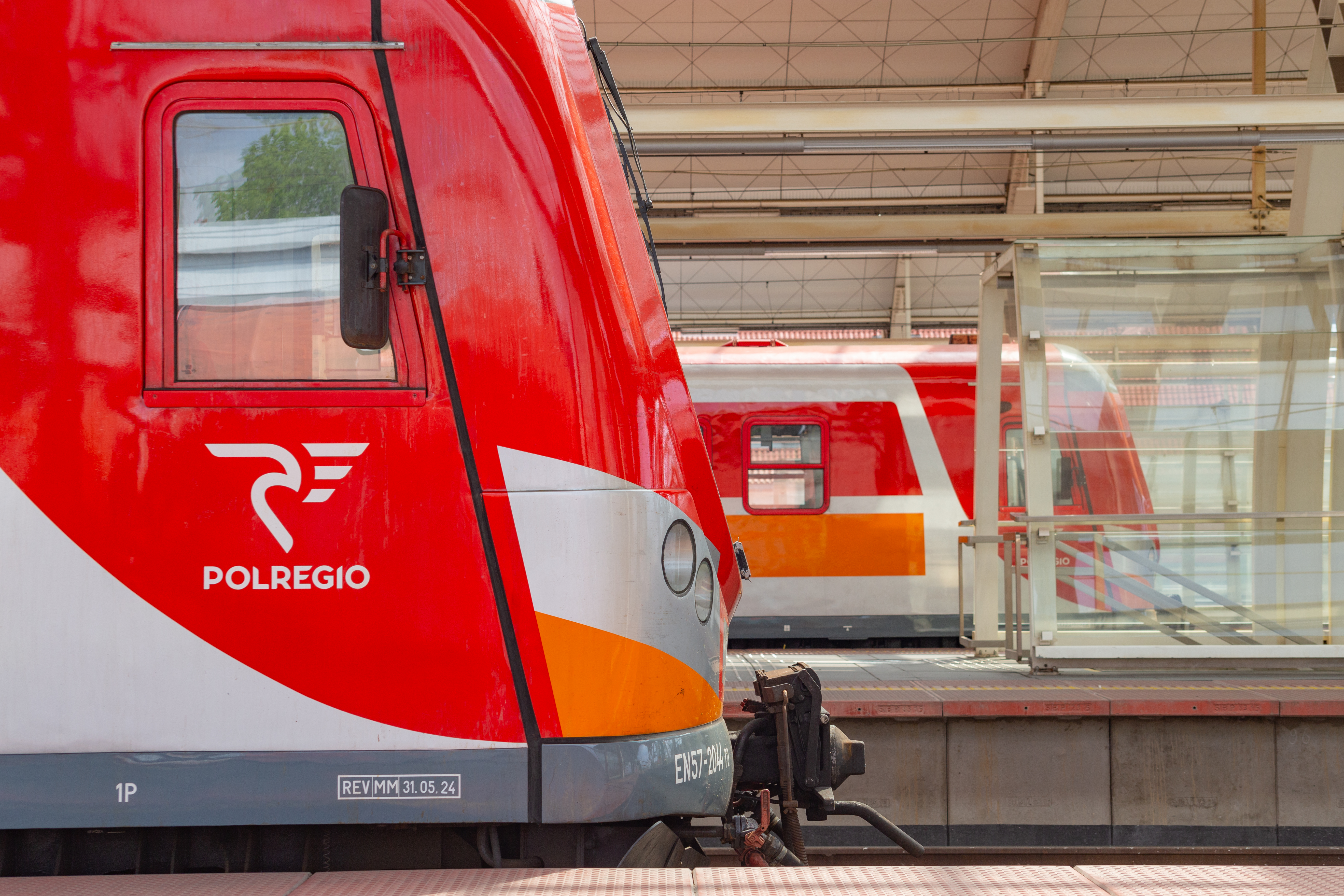
Tabor w malowaniu przewoźnika z firmowym logo na boku.

POLREGIO to największy w Polsce przewoźnik pasażerski. W ciągu doby na tory w całej Polsce wyjeżdża blisko 2000 pociągów przewoźnika, z których każdego dnia korzysta około 275 tys. osób. Przewozy Regionalne wykonują usługi w zakresie pasażerskiego transportu kolejowego. Zdecydowana większość realizowanych przez przewoźnika zadań to działalność o charakterze służby publicznej, która świadczona jest na zamówienie urzędów marszałkowskich – organizatorów regionalnego transportu kolejowego, w oparciu o umowy zawierane na świadczenie usług publicznych. W ramach misji publicznej spółka realizuje przewozy kolejowe krajowymi i przygranicznymi pociągami Regio oraz pociągami międzynarodowymi zamawianymi przez ministra właściwego ds. transportu. Do końca sierpnia 2015 spółka uruchamiała dalekobieżne połączenia Interregio o charakterze komercyjnym, stanowiącym uzupełnienie podstawowej oferty przewozowej, a także połączenia autobusowe interregiobus. Spółka współpracuje także z innymi przewoźnikami w zakresie: wzajemnej sprzedaży biletów, bieżącej informacji pasażerskiej oraz obsługi technicznej taboru. Od 2019 roku Spółka rozwija komercyjny segment działalności pod nową nazwą superREGIO. Pociągi sR kursują obecnie pomiędzy Krakowem/Katowicami i Zatorem oraz Ostrowcem Świętokrzyskim i Wrocławiem.

Obecnie POLREGIO to największy w Polsce przewoźnik pasażerski – dziennie wyjeżdża na tory ok. 2000 pociągów, z których korzysta ok. 275 tys. pasażerów. Udział firmy w rynku kolejowych przewozów pasażerskich wynosi ponad 25%. W 2025 roku liczba pracowników przedsiębiorstwa wynosi ok. 7 tys. W 2024 roku praca eksploatacyjna POLREGIO wyniosła ok. 59 mln pociągokilometrów, a praca przewozowa odpowiednio ok. 4,5 mld pasażerokilometrów. 

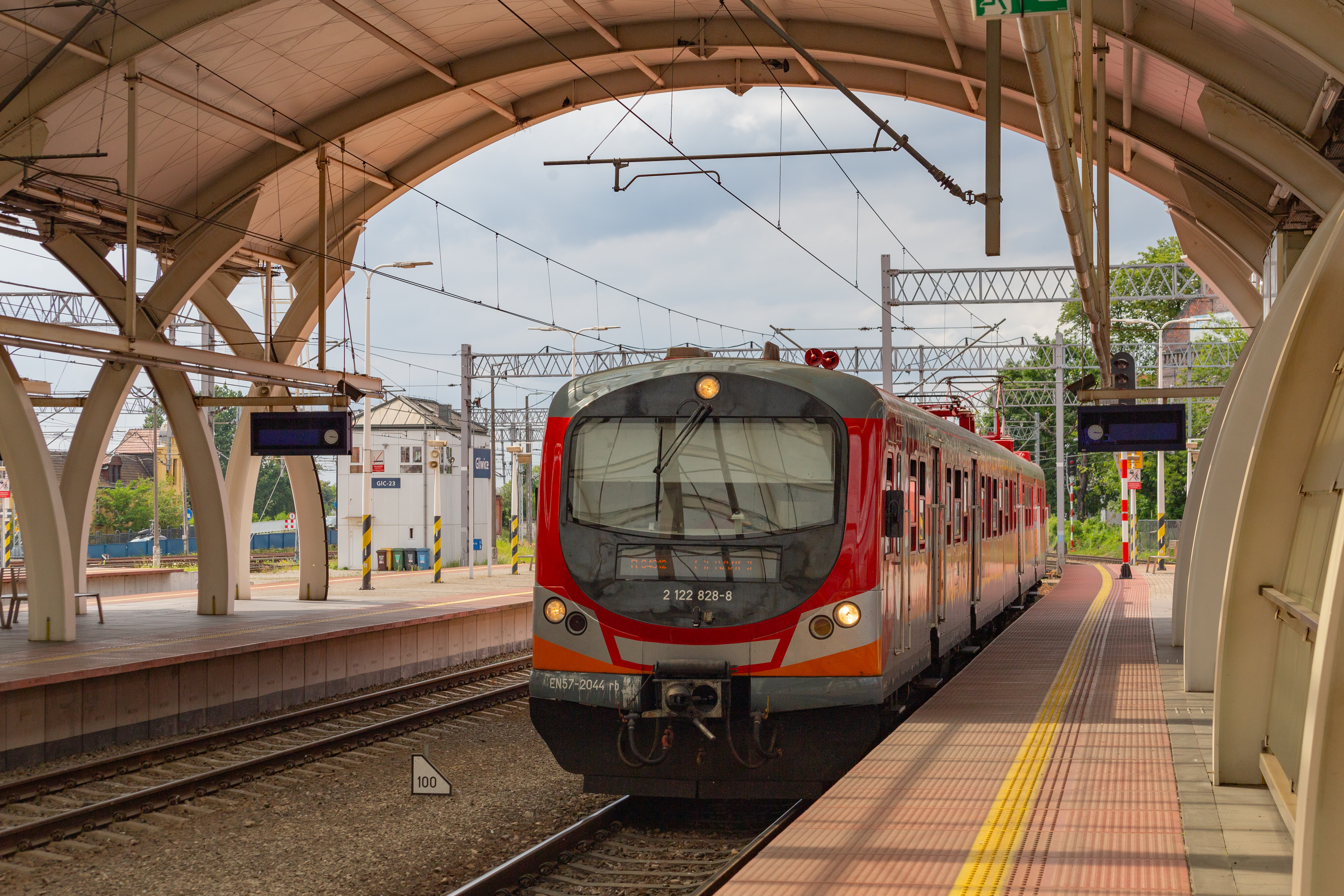
EN57-2044 w firmowym malowaniu POLREGIO.

## Struktura właścicielska
22 grudnia 2008 wszystkie udziały należące dotąd do PKP S.A. zostały przeniesione na Skarb Państwa i mocą ustawy, w tym samym dniu, na rzecz samorządów województw.
Liczba udziałów poszczególnych samorządów województw w kapitale zakładowym Przewozy Regionalne na dzień 29 października 2010:
| Województwo         | Liczba udziałów | % udziałów |
| ------------------- | --------------- | ---------- |
| dolnośląskie        | 112 464         | 7,3%       |
| kujawsko-pomorskie  | 89 355          | 5,8%       |
| lubelskie           | 84 733          | 5,5%       |
| lubuskie            | 55 462          | 3,6%       |
| łódzkie             | 87 815          | 5,7%       |
| małopolskie         | 98 599          | 6,4%       |
| mazowieckie         | 207 982         | 13,5%      |
| opolskie            | 52 381          | 3,4%       |
| podkarpackie        | 75 490          | 4,9%       |
| podlaskie           | 58 543          | 3,8%       |
| pomorskie           | 109 383         | 7,1%       |
| śląskie             | 141 735         | 9,2%       |
| świętokrzyskie      | 46 218          | 3,0%       |
| warmińsko-mazurskie | 81 652          | 5,3%       |
| wielkopolskie       | 149 439         | 9,7%       |
| zachodniopomorskie  | 89 355          | 5,8%       |

We wrześniu 2015 roku Agencja Rozwoju Przemysłu S.A. podpisała ze spółką Przewozy Regionalne sp. z o.o. umowę dokapitalizowania, polegającą na objęciu 1.540.607 udziałów o wartości 770.303.500 zł. Tym samym struktura własnościowa zmieniła się na następującą:
| Akcjonariusz                             | Ilość akcji | Udział w kapitale | %      |
| ---------------------------------------- | ----------- | ----------------- | ------ |
| Agencja Rozwoju Przemysłu Spółka Akcyjna | 1 540 607   | 308 121 400,00 zł | 50,0%  |
| Województwo dolnośląskie                 | 112 465     | 22 493 000,00 zł  | 3,7%   |
| Województwo kujawsko – pomorskie         | 89 355      | 17 871 000,00 zł  | 2,9%   |
| Województwo lubelskie                    | 84 733      | 16 946 600,00 zł  | 2,7%   |
| Województwo lubuskie                     | 55 461      | 11 092 200,00 zł  | 1,8%   |
| Województwo łódzkie                      | 87 815      | 17 563 000,00 zł  | 2,9%   |
| Województwo małopolskie                  | 98 599      | 19 719 800,00 zł  | 3,2%   |
| Województwo mazowieckie                  | 207 982     | 41 596 400,00 zł  | 6,8%   |
| Województwo opolskie                     | 52 380      | 10 476 000,00 zł  | 1,7%   |
| Województwo podkarpackie                 | 75 490      | 15 098 000,00 zł  | 2,5%   |
| Województwo podlaskie                    | 58 543      | 11 708 600,00 zł  | 1,9%   |
| Województwo pomorskie                    | 109 383     | 21 876 600,00 zł  | 3,5%   |
| Województwo śląskie                      | 141 736     | 28 347 200,00 zł  | 4,6%   |
| Województwo świętokrzyskie               | 46 218      | 9 243 600,00 zł   | 1,5%   |
| Województwo warmińsko – mazurskie        | 81 652      | 16 330 400,00 zł  | 2,6%   |
| Województwo wielkopolskie                | 149 439     | 29 887 800,00 zł  | 4,9%   |
| Województwo zachodniopomorskie           | 89 355      | 17 871 000,00 zł  | 2,9%   |
| Suma:                                    | 3 081 213   | 616 242 600,00 zł | 100,0% |

## Struktura organizacyjna

### Struktura regionalna
Spółka ma 15 zakładów:
- Zakład Dolnośląski we Wrocławiu
- Zakład Kujawsko-Pomorski w Bydgoszczy
- Zakład Lubelski w Lublinie
- Zakład Lubuski w Zielonej Górze
- Zakład Łódzki w Łodzi
- Zakład Małopolski w Krakowie
- Zakład Opolski w Opolu
- Zakład Podkarpacki w Rzeszowie
- Zakład Podlaski w Białymstoku
- Zakład Pomorski w Gdyni
- Zakład Świętokrzyski w Kielcach
- Zakład Warmińsko-Mazurski w Olsztynie
- Zakład Wielkopolski w Poznaniu
- Zakład Zachodniopomorski w Szczecinie
- Zakład Napraw Taboru z siedzibą w Kruszewcu

Spółka Przewozy Regionalne do stycznia 2008 była współwłaścicielem Kolei Mazowieckich Sp. z o.o. w Warszawie.
We wrześniu 2008 część majątku spółki (taboru i obiektów) oraz część pracowników wydzielono, tworząc Oddział Przewozów Międzywojewódzkich w Poznaniu, który 1 grudnia 2008 został przekazany przez ówczesnego właściciela (PKP S.A.) do istniejącej spółki PKP Intercity.

## Siedziba
23 lutego 2009 siedzibę spółki (w Warszawie) przeniesiono z ul. Grójeckiej 17 na ul. Wileńską 14a. Szereg komórek organizacyjnych centrali spółki zlokalizowanych jest również w Poznaniu przy ul. Kolejowej 5, a także w Olsztynie. 29 marca 2018 spółka poinformowała o sprzedaży budynku centrali spółki, zlokalizowanej przy Wileńskiej 14a. Nowym właścicielem została spółka deweloperska Bouygues Immobilier Polska. Do końca września 2018 roku nie było wiadomo, gdzie miała znajdować się nowa siedziba centrali spółki, ale w październiku 2018 roku podpisano umowę na wynajem biur dla centrali spółki. Od 1 grudnia 2018 siedziba Spółki mieści się przy ul. Kolejowej 1 w dzielnicy Wola, w bezpośrednim sąsiedztwie dworca Warszawa Zachodnia.

## Tabor
W 2015 spółka posiadała 904 pojazdów, natomiast w 2024 337. Średni wiek pojazdu w 2024 wynosił 41 lat, co powoduje, że do 2030 wystąpi konieczność wyłączenia z ruchu 141 jednostek.

### Elektryczne zespoły trakcyjne
(stan na 24 czerwca 2021 roku)
| Seria          | Liczba członów | Prędkość maksymalna | Producent      | Modernizator          | Liczba |
| -------------- | -------------- | ------------------- | -------------- | --------------------- | ------ |
| EN57           | 3              | 110 km/h            | Pafawag        |                       | 211    |
| EN57spot       | 3              | 110 km/h            | Pafawag        | Pesa, ZNTK MM i Newag | 75     |
| EN57AL         | 3              | 120 km/h            | Pafawag        | ZNTK Mińsk Mazowiecki | 65     |
| EN57ALc        | 3              | 120 km/h            | Pafawag        | ZNTK Mińsk Mazowiecki | 14     |
| EN57ALd        | 3              | 120 km/h            | Pafawag        | ZNTK Mińsk Mazowiecki | 23     |
| EN57AKM        | 3              | 120 km/h            | Pafawag        | ZNTK Mińsk Mazowiecki | 3      |
| EN57AKŁ        | 3              | 120 km/h            | Pafawag        | Newag                 | 4      |
| EN57AP         | 3              | 120 km/h            | Pafawag        | Newag                 | 4      |
| EN57FPS        | 3              | 120 km/h            | Pafawag        | HCP FPS               | 14     |
| EN71           | 4              | 110 km/h            | Pafawag        |                       | 20     |
| ED72           | 4              | 110 km/h            | Pafawag        |                       | 9      |
| ED72A          | 4              | 110 km/h            | Pafawag        | ZNTK Mińsk Mazowiecki | 4      |
| ED72A          | 4              | 120 km/h            | Pafawag        | ZNTK Mińsk Mazowiecki | 2      |
| ED72Ac         | 4              | 120 km/h            | Pafawag        | ZNTK Mińsk Mazowiecki | 6      |
| EN62           | 3              | 160 km/h            | Pesa           |                       | 1      |
| EN62A          | 3              | 160 km/h            | Pesa           |                       | 5      |
| EN64           | 3              | 160 km/h            | Pesa           |                       | 5      |
| EN76           | 4              | 160 km/h            | Pesa           |                       | 6      |
| EN76A          | 4              | 160 km/h            | Pesa           |                       | 2      |
| EN81           | 1              | 120 km/h            | Pesa           |                       | 2      |
| EN96           | 2              | 160 km/h            | Pesa           |                       | 4      |
| EN96A          | 2              | 160 km/h            | Pesa           |                       | 4      |
| EN99           | 2              | 160 km/h            | Pesa           |                       | 4      |
| EN61           | 3              | 110 km/h            | Newag          |                       | 1      |
| EN63           | 3              | 160 km/h            | Newag          |                       | 1      |
| EN63A          | 3              | 160 km/h            | Newag          |                       | 41     |
| EN63B          | 3              | 160 km/h            | Newag          |                       | 8      |
| ED78           | 4              | 160 km/h            | Newag          |                       | 30     |
| EN90           | 5              | 160 km/h            | Newag          |                       | 10     |
| EN98           | 2              | 160 km/h            | Newag          |                       | 3      |
| Łączna liczba: | Łączna liczba: | Łączna liczba:      | Łączna liczba: | Łączna liczba:        | 581    |

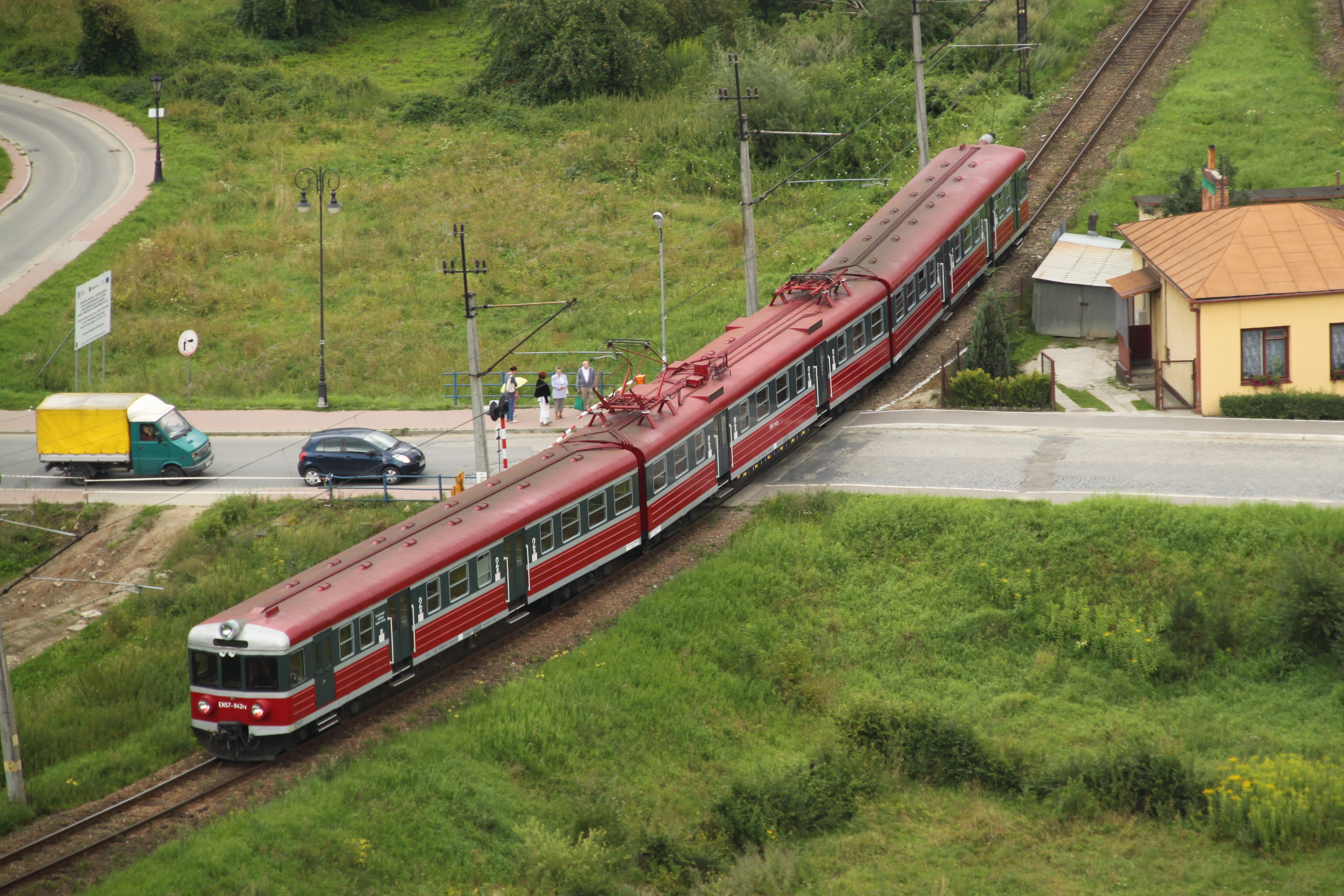
EN57-942
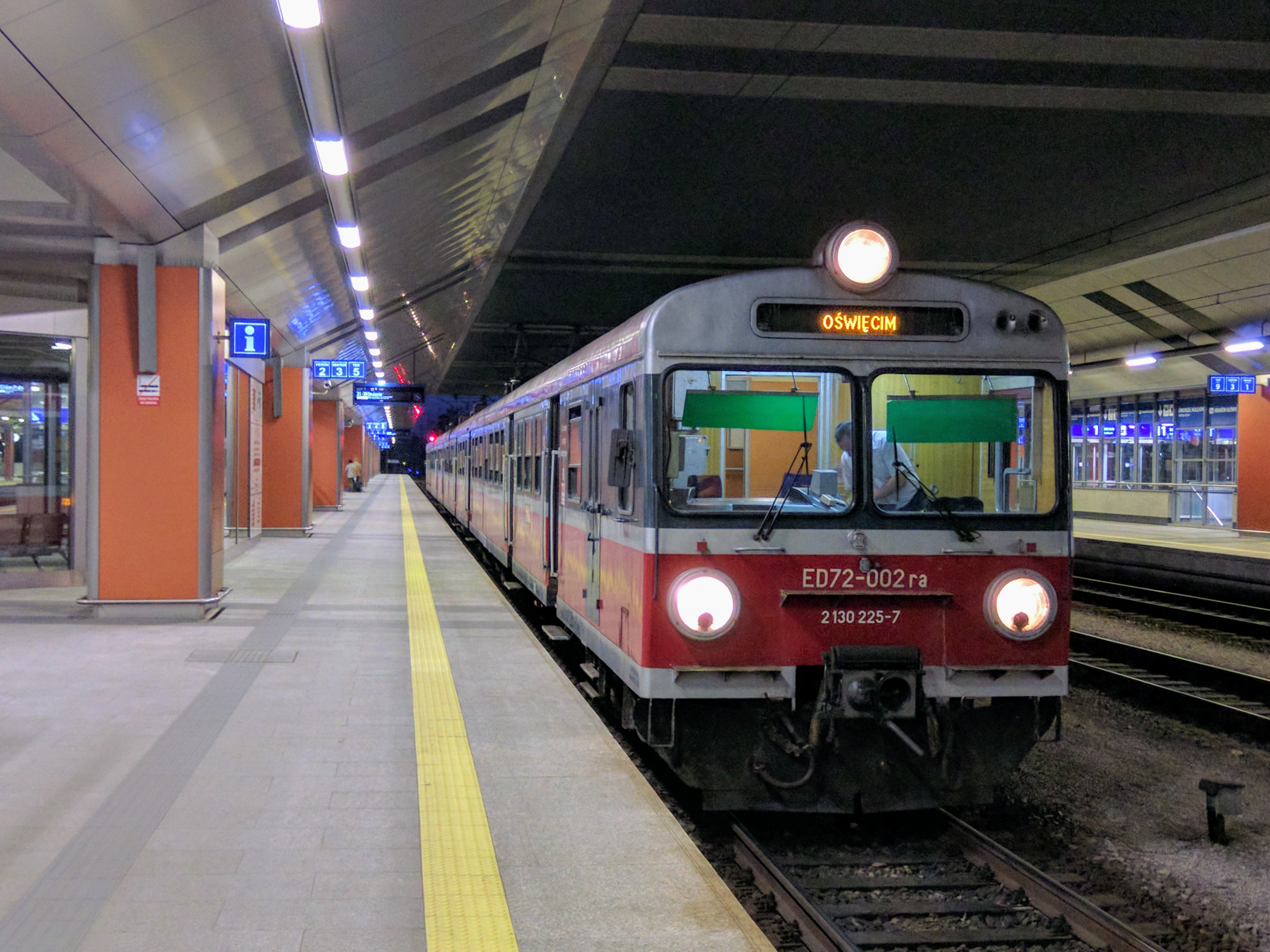
ED72-002 na stacji Kraków Główny
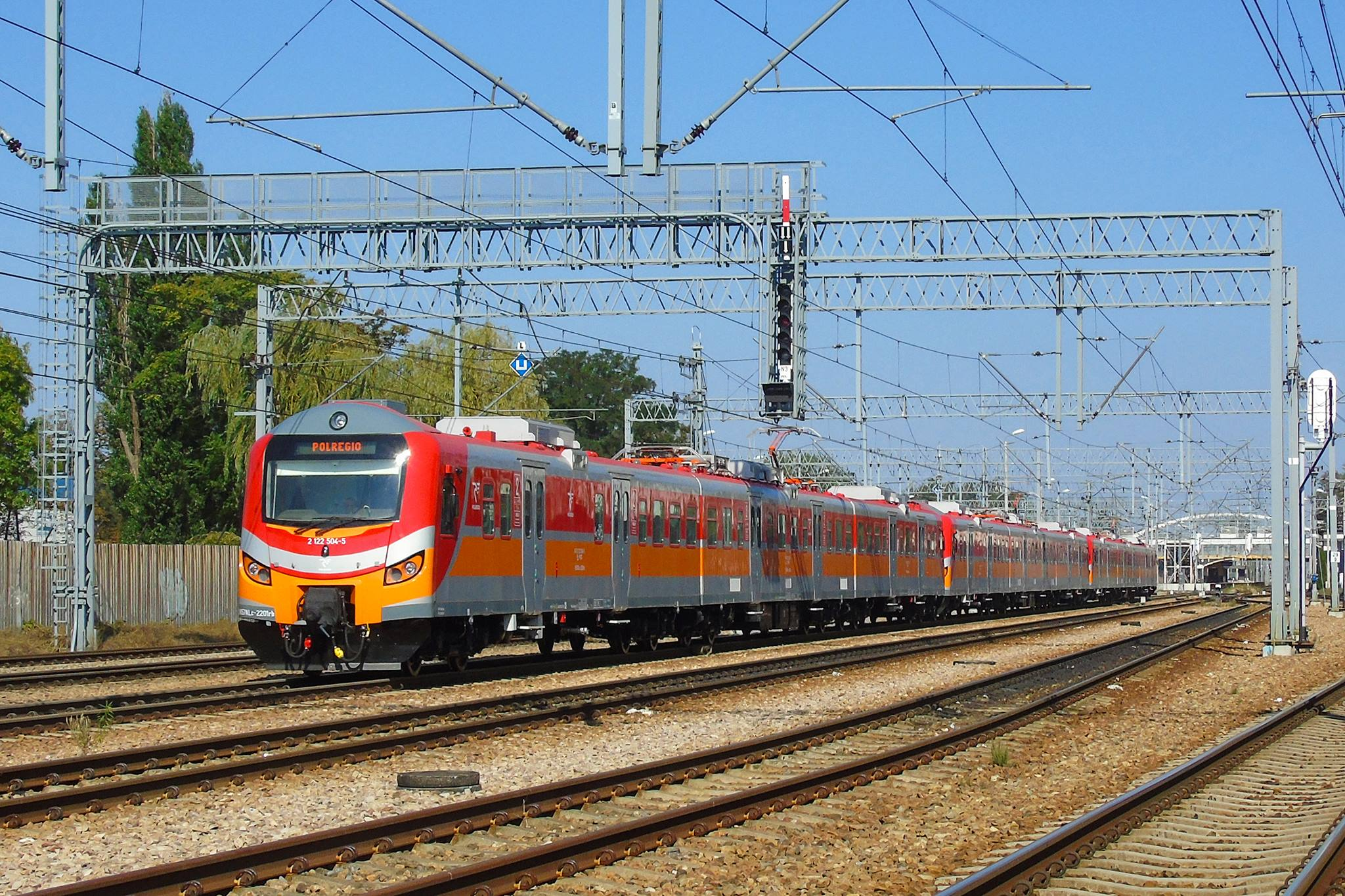
EN57ALc-2201+2202+2203
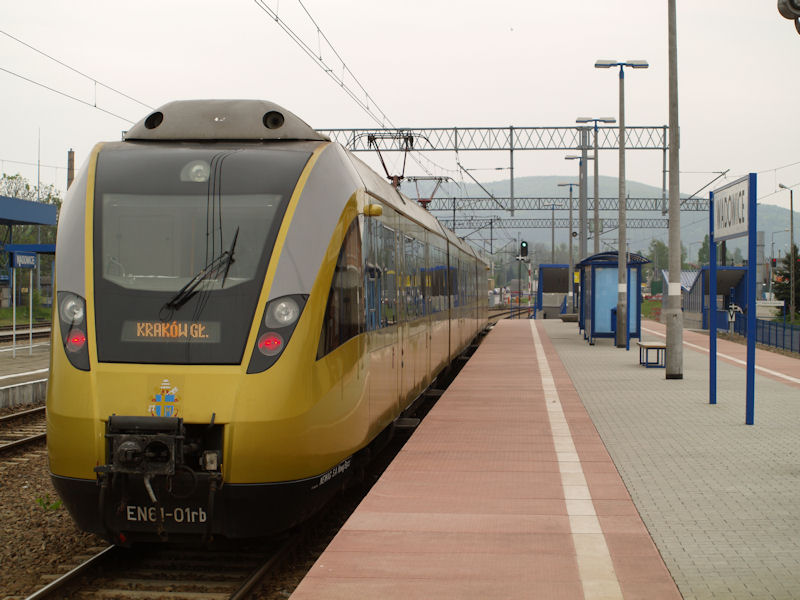
Pociąg Papieski
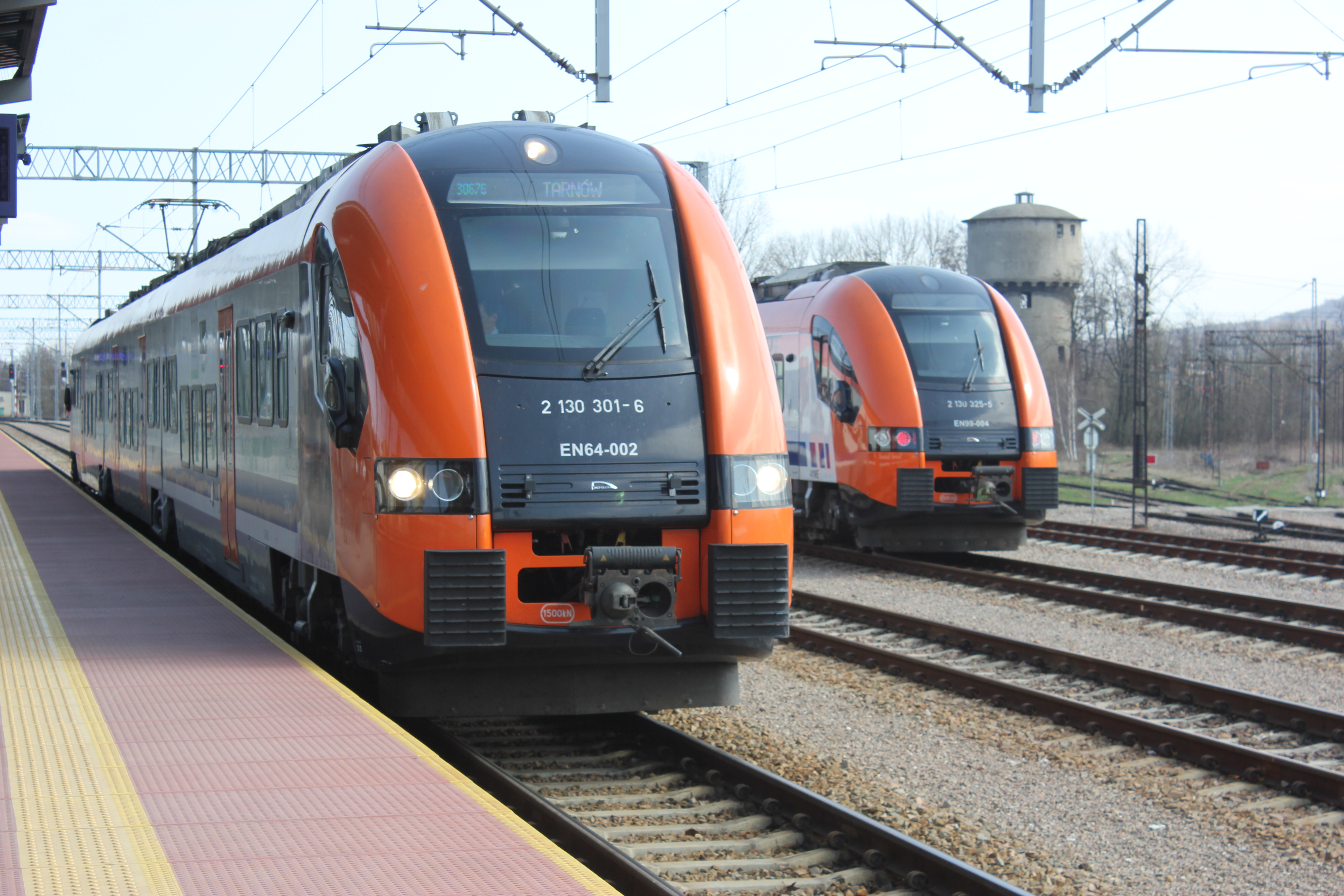
EN64 oraz EN99 na stacji w Tarnowie
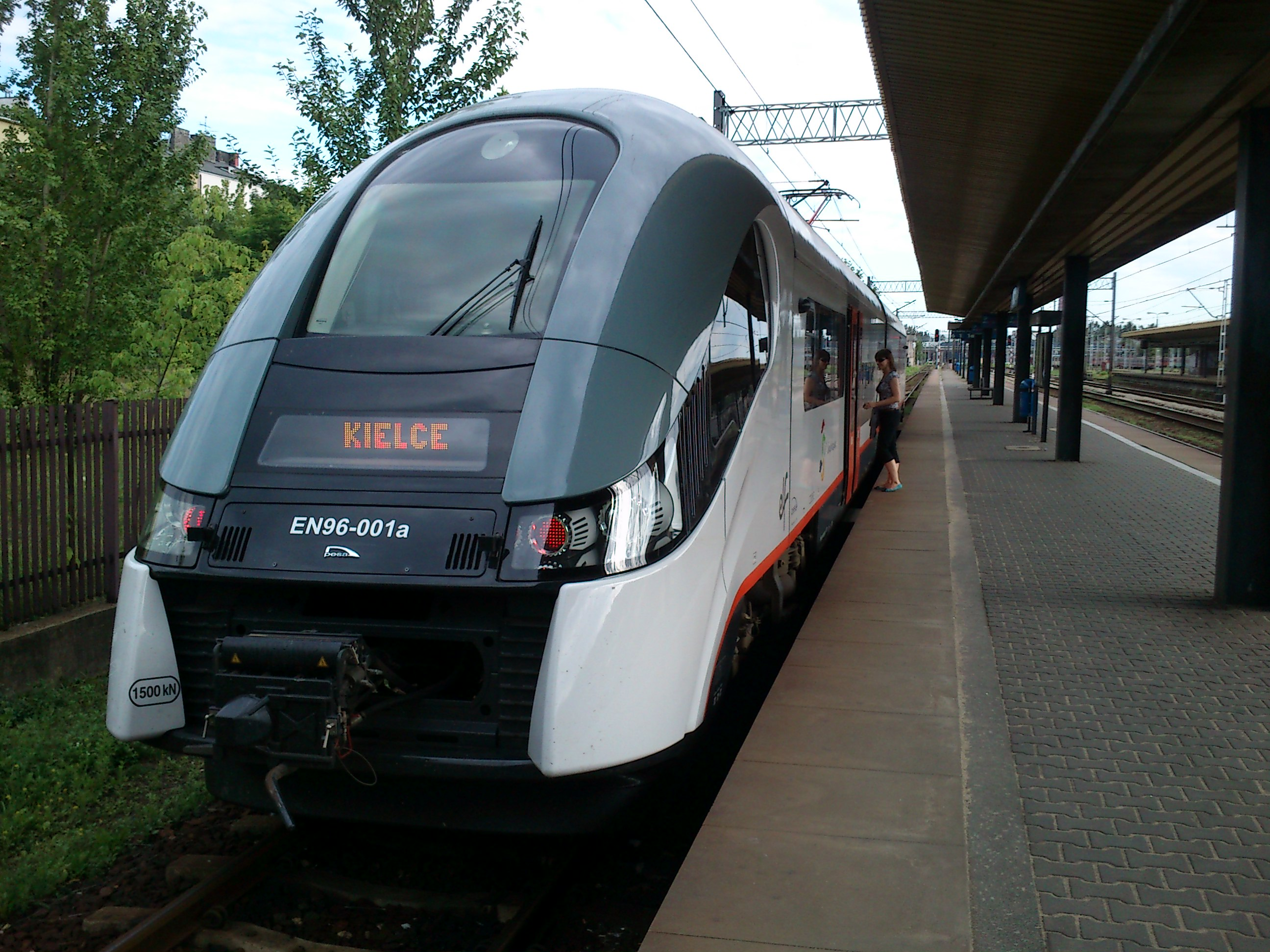
EN96-001 na stacji Częstochowa Osobowa
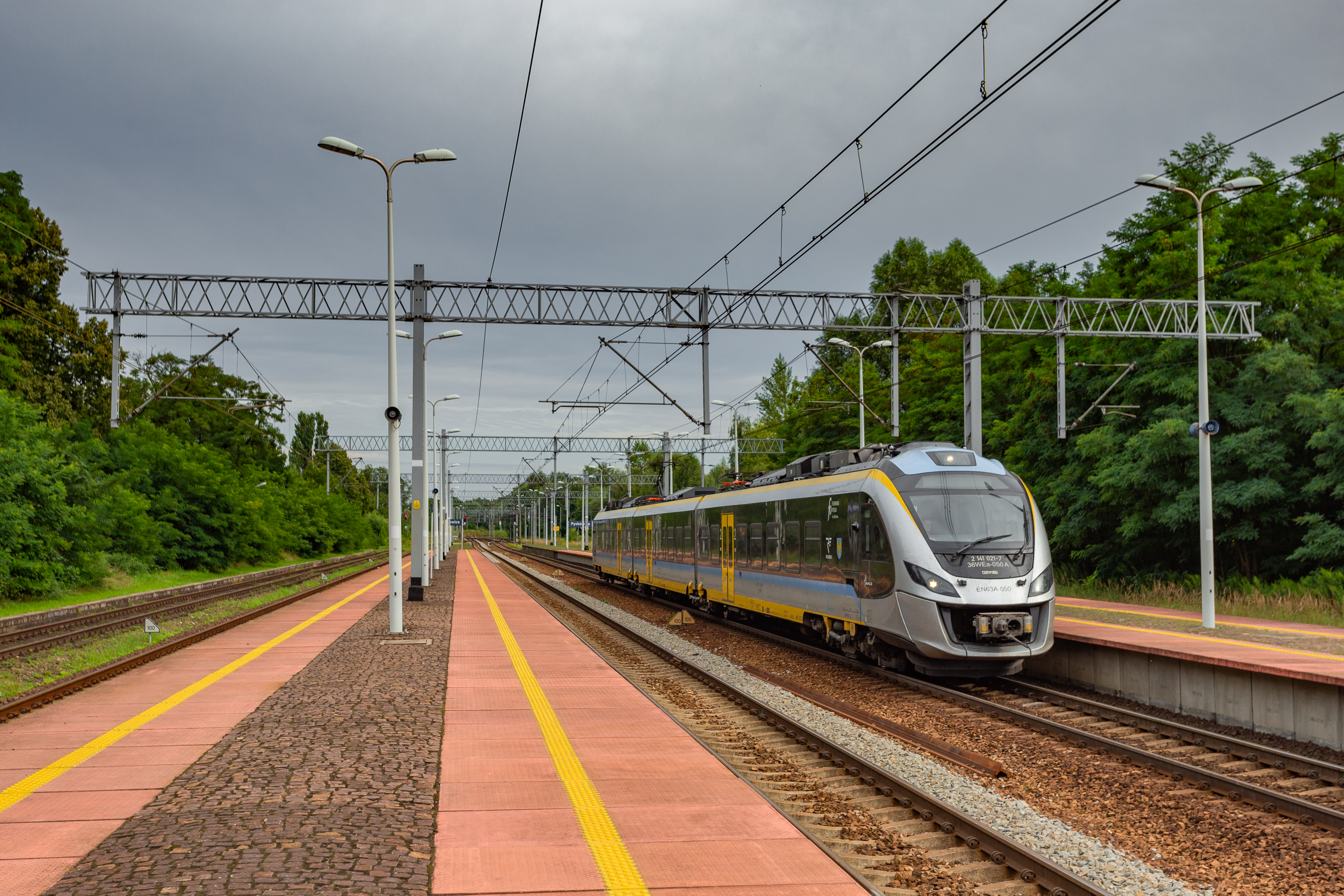
EN63A-050 w malowaniu województwa Opolskiego jako poc. Regio
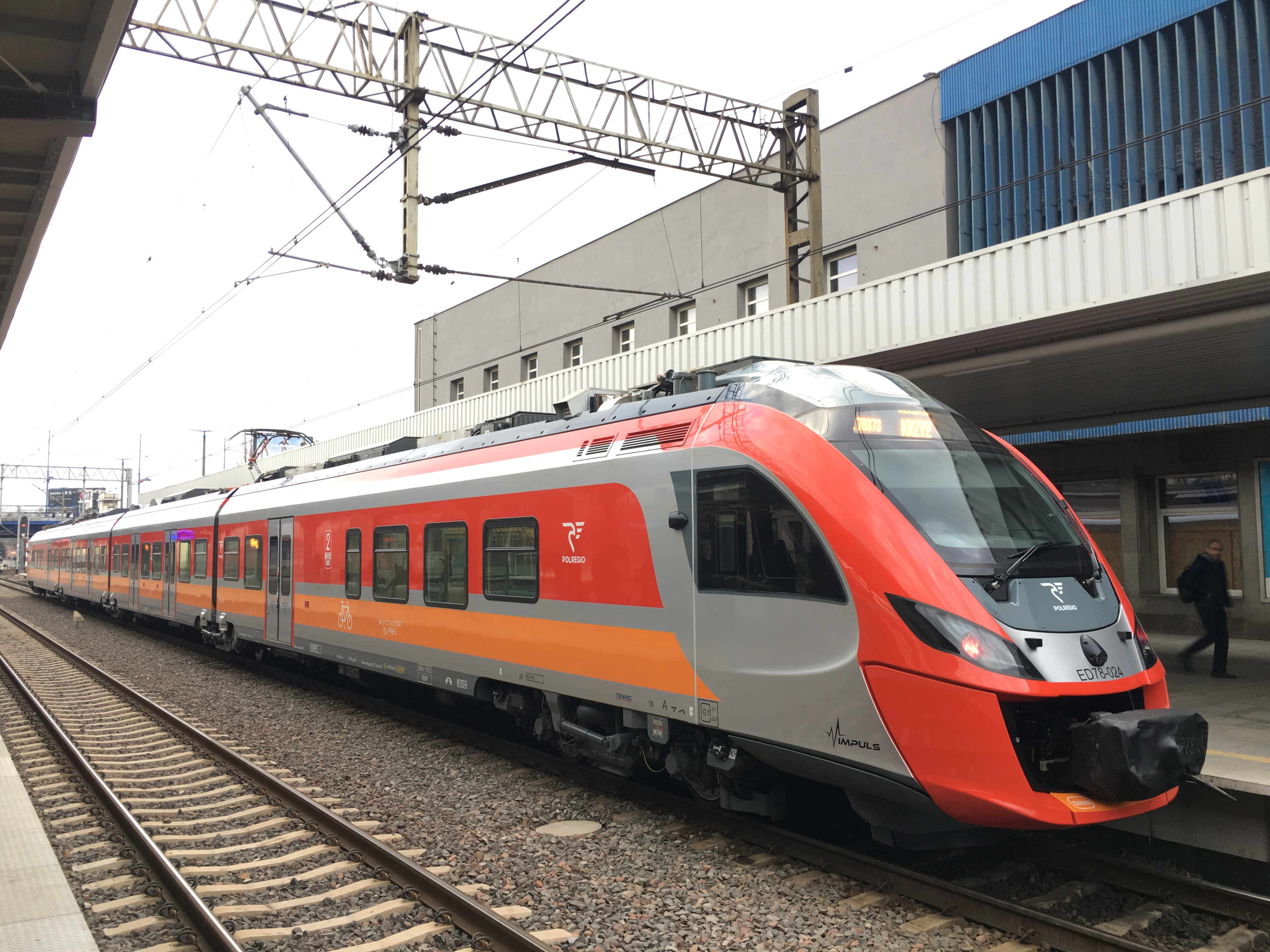
ED78-024 na stacji Poznań Główny
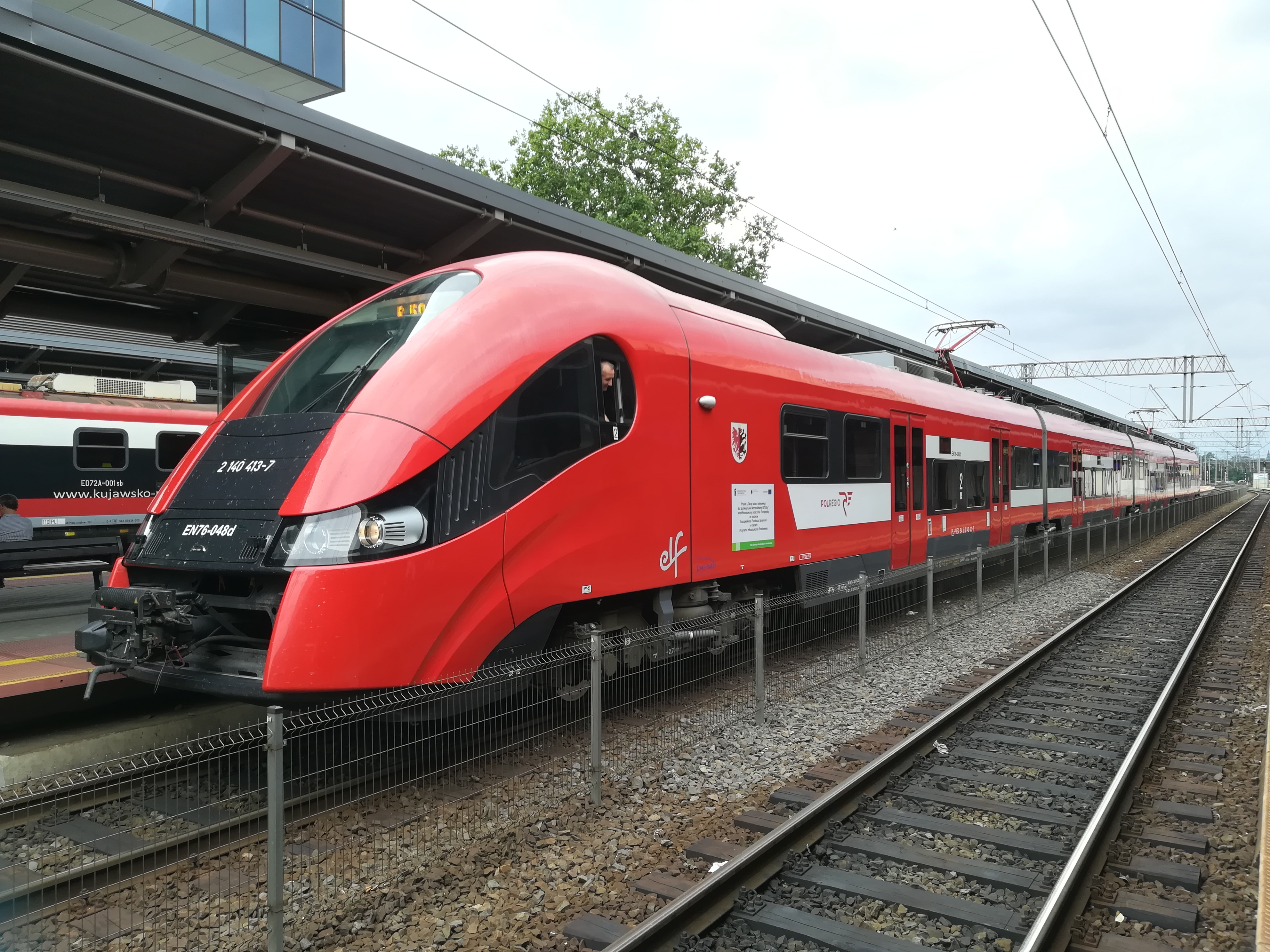
EN76-048 na stacji Bydgoszcz Główna

### Autobusy szynowe
(stan na 15 czerwca 2020 roku)
| Seria          | Liczba członów | Prędkość maksymalna | Producent       | Liczba |
| -------------- | -------------- | ------------------- | --------------- | ------ |
| SA103          | 1              | 120 km/h            | Pesa            | 13     |
| SA105          | 1              | 100 km/h            | ZNTK Poznań     | 6      |
| SA106          | 1              | 120 km/h            | Pesa            | 5      |
| SA107          | 1              | 100 km/h            | Kolzam Racibórz | 2      |
| SA108          | 2              | 100 km/h            | ZNTK Poznań     | 6      |
| SA109          | 2              | 100 km/h            | Kolzam Racibórz | 7      |
| SA131          | 2              | 120 km/h            | Pesa            | 1      |
| SA132          | 2              | 120 km/h            | Pesa            | 3      |
| SA133          | 2              | 120 km/h            | Pesa            | 24     |
| SA134          | 2              | 120 km/h            | Pesa, ZNTK MM   | 17     |
| SA135          | 1              | 120 km/h            | Pesa, ZNTK MM   | 8      |
| SA136          | 3              | 120 km/h            | Pesa            | 12     |
| SA137          | 2              | 120 km/h            | Newag           | 7      |
| SA138          | 3              | 120 km/h            | Newag           | 3      |
| SA139          | 2              | 120 km/h            | Pesa            | 11     |
| SA140          | 2              | 130 km/h            | Newag           | 2      |
| Łączna liczba: | Łączna liczba: | Łączna liczba:      | Łączna liczba:  | 139    |

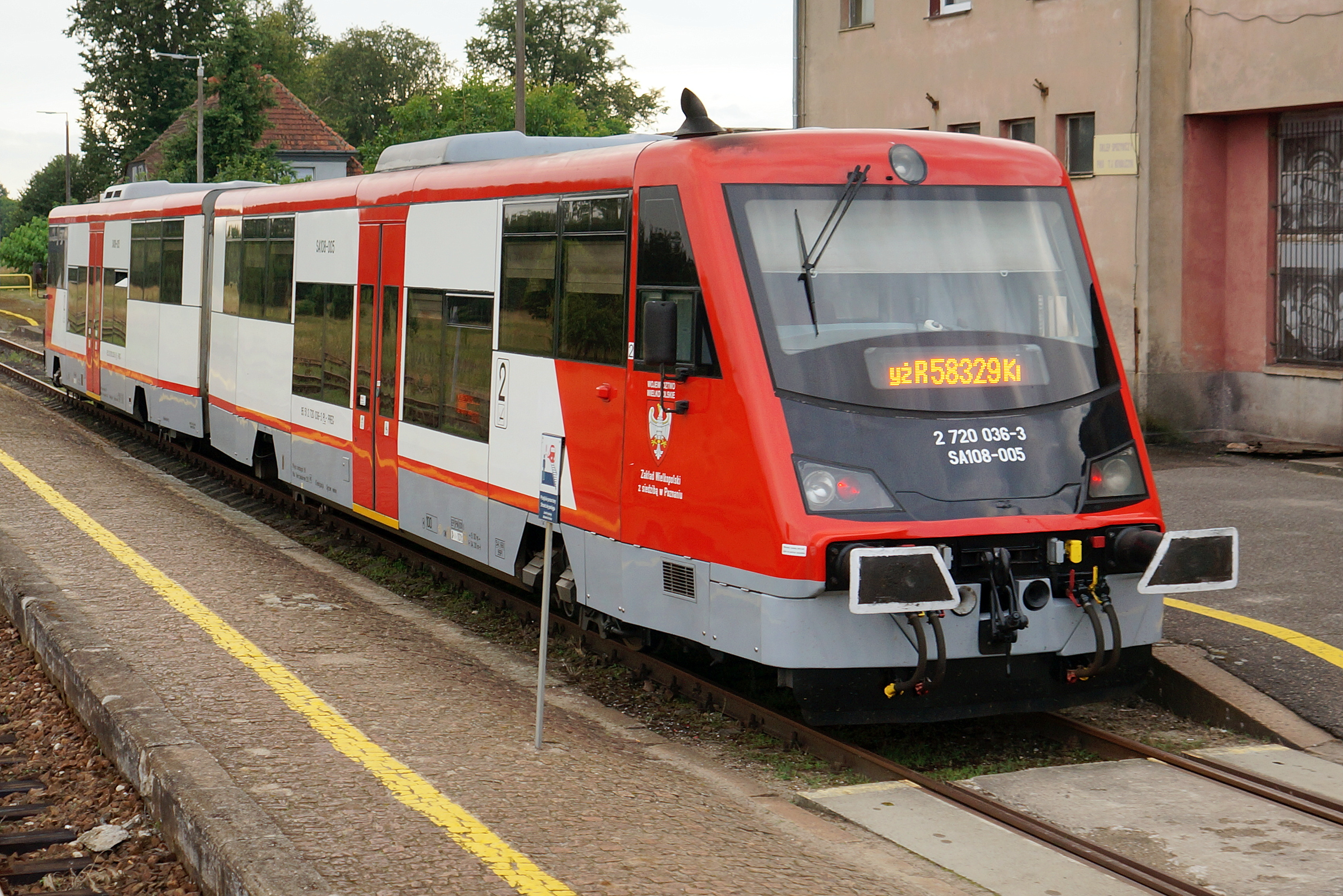
SA108-005
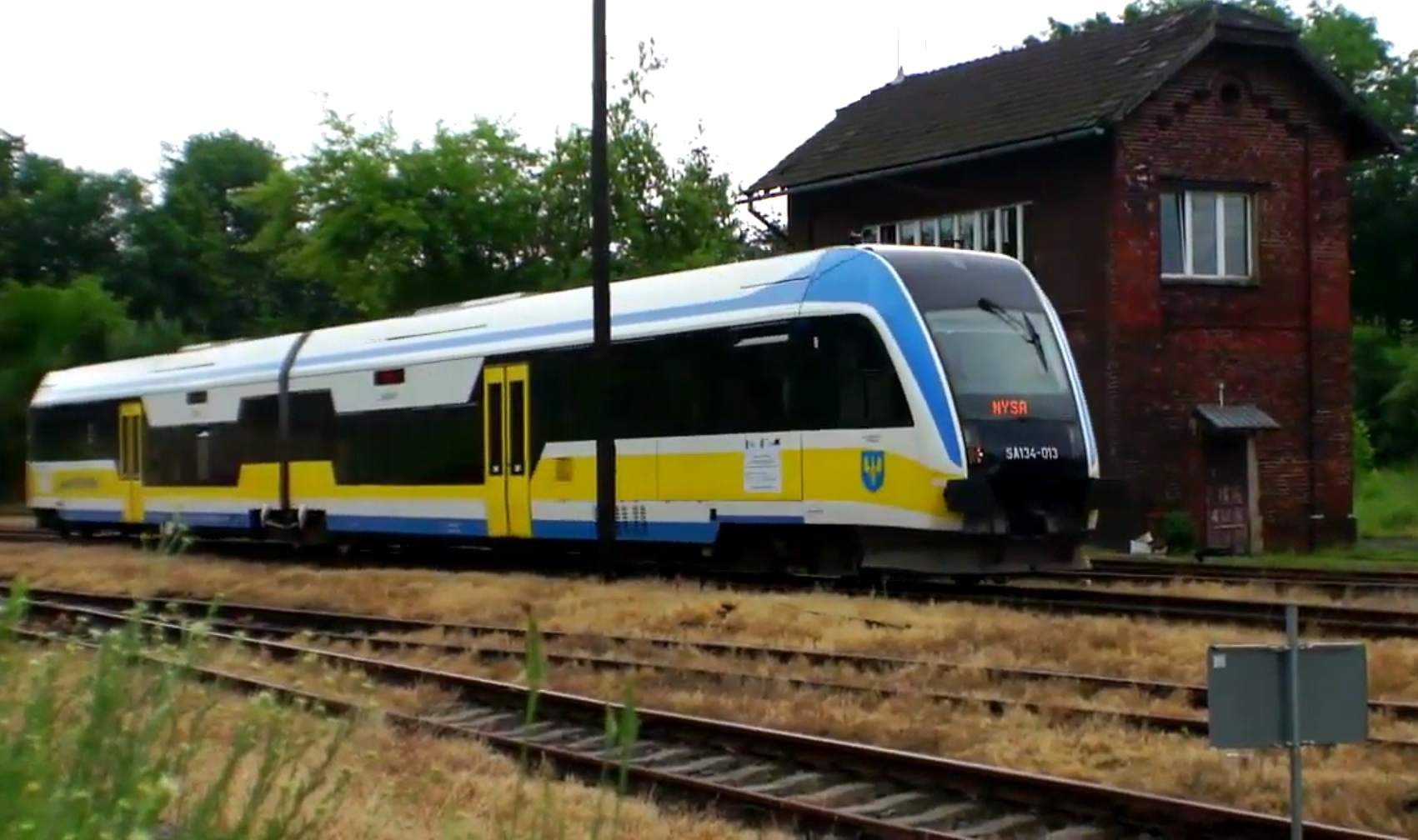
SA134-013 na stacji Prudnik
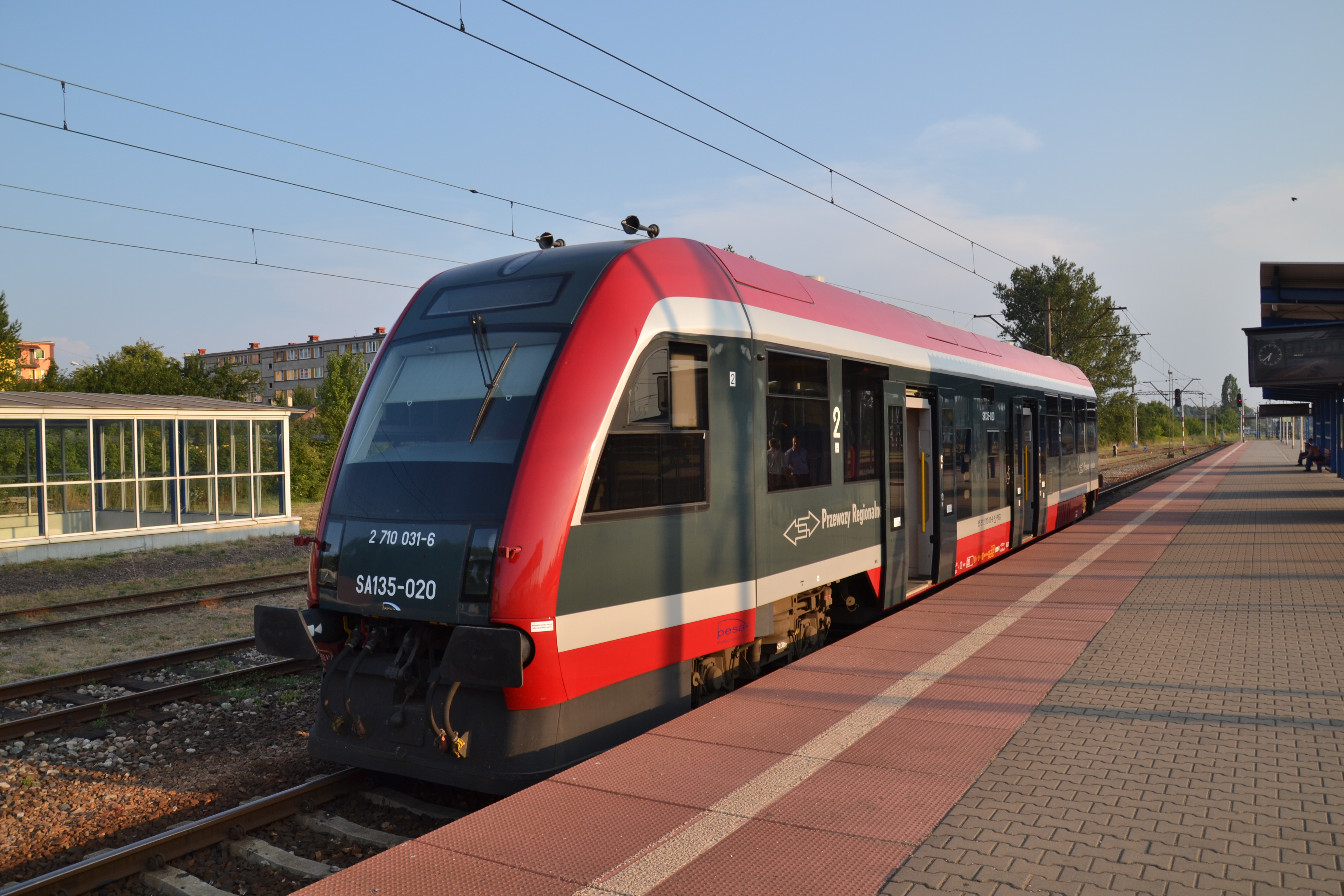
SA135-020 na stacji Koluszki
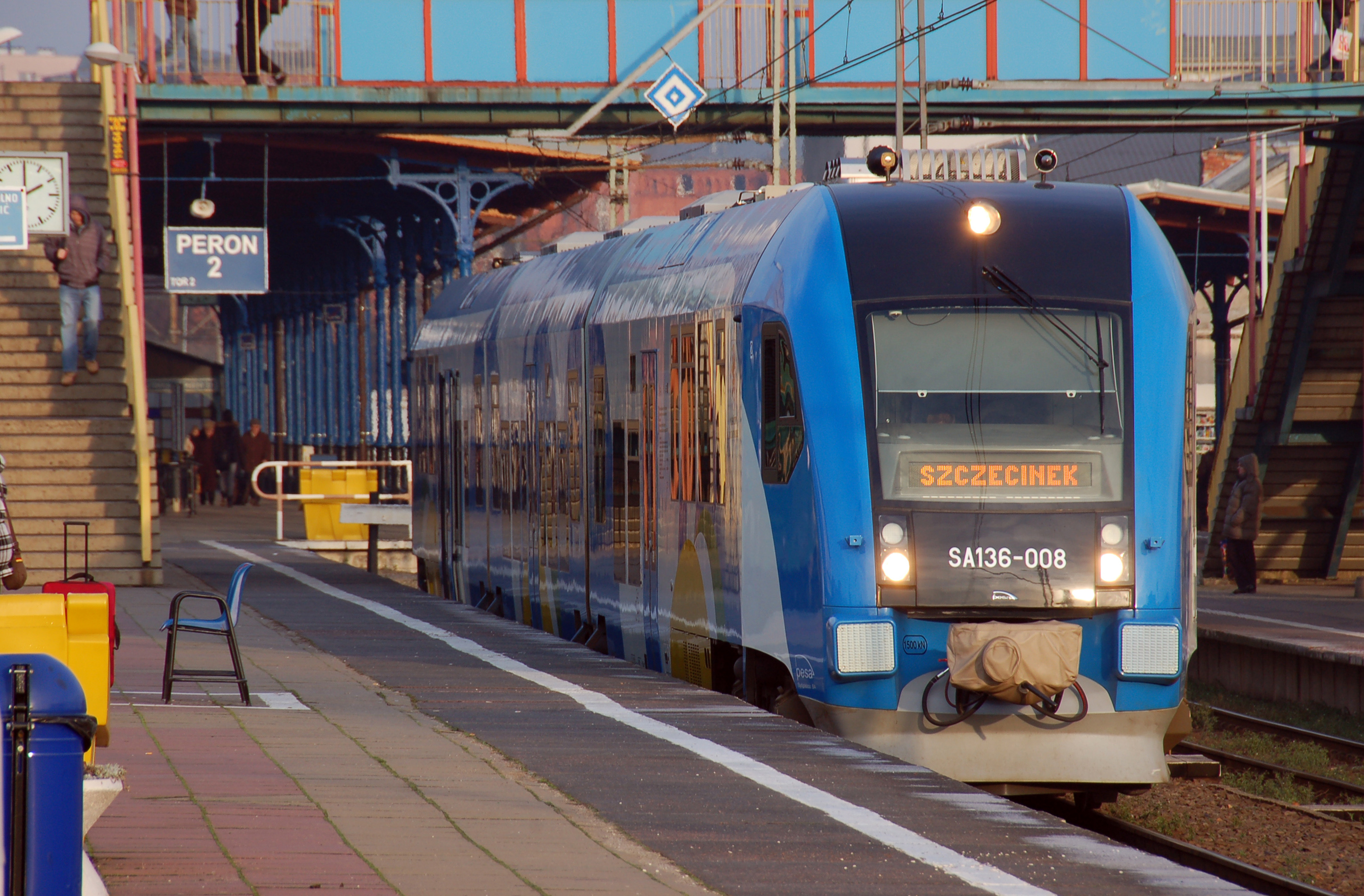
SA136-008
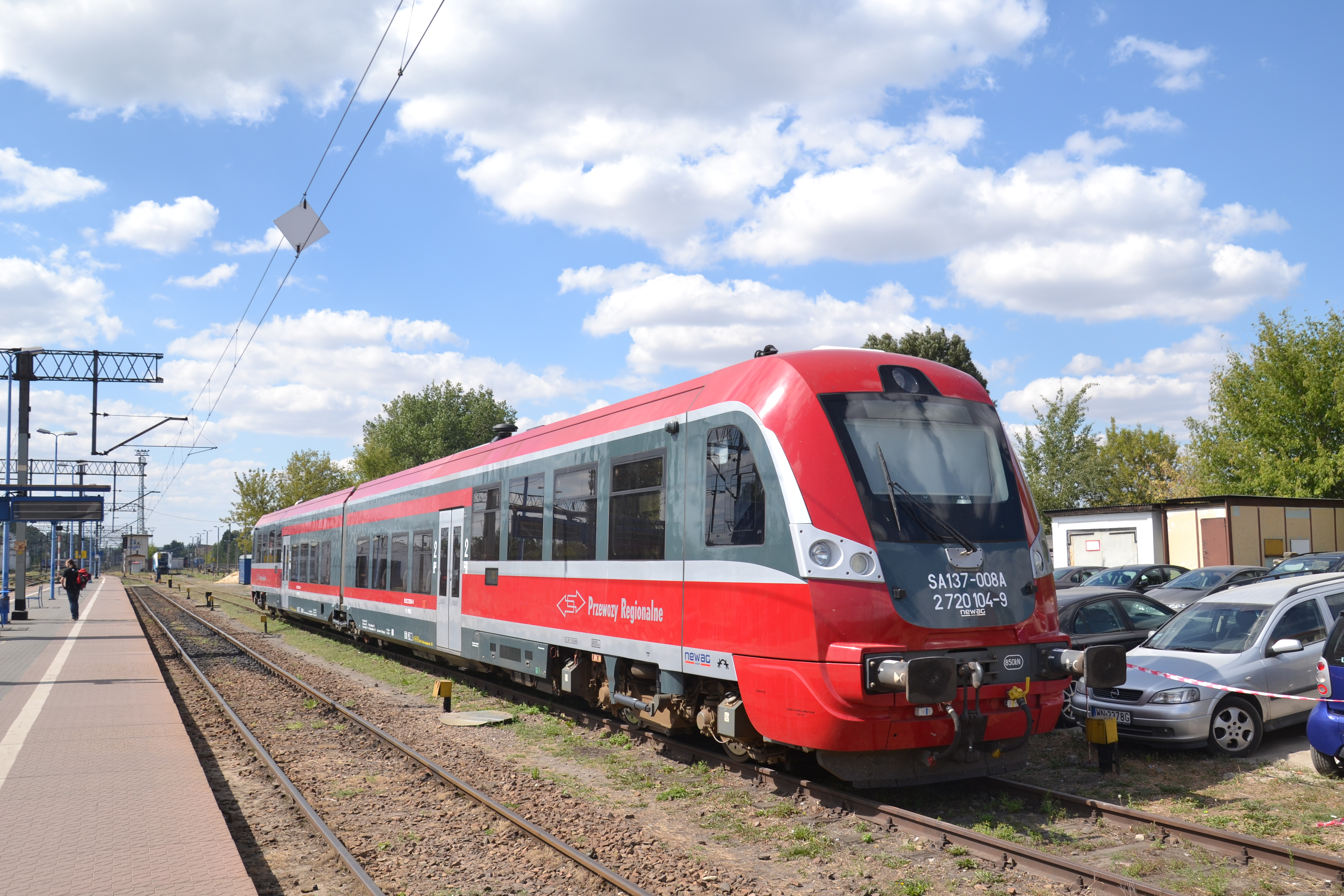
SA137-008
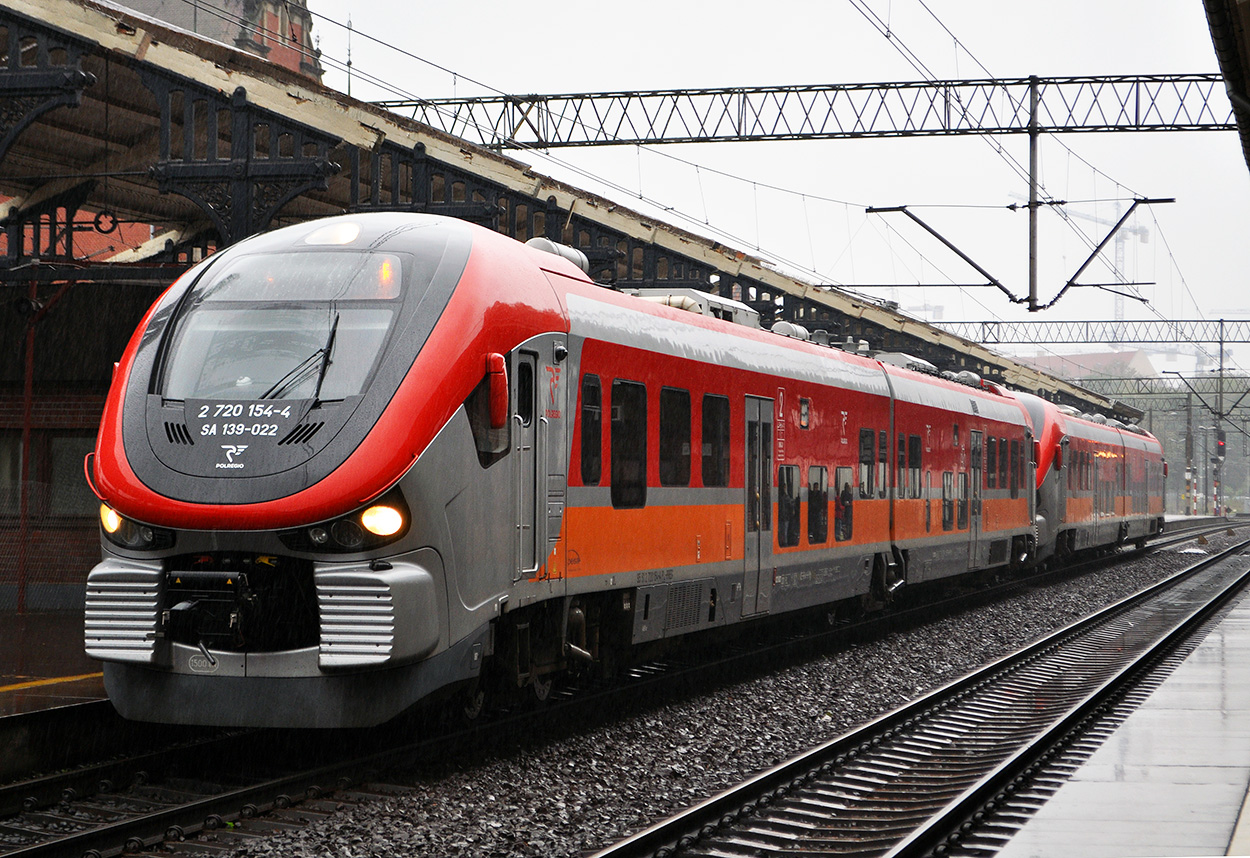
SA139-022 oraz 023

### Lokomotywy elektryczne
(stan na 15 czerwca 2020 roku)
| Seria          | Prędkość maksymalna | Producent       | Modernizator   | Właściciel          | Liczba |
| -------------- | ------------------- | --------------- | -------------- | ------------------- | ------ |
| EP07P          | 125 km/h            | Pafawag Wrocław | ZNLE Gliwice   | Przewozy Regionalne | 5      |
| Łączna liczba: | Łączna liczba:      | Łączna liczba:  | Łączna liczba: | Łączna liczba:      | 5      |

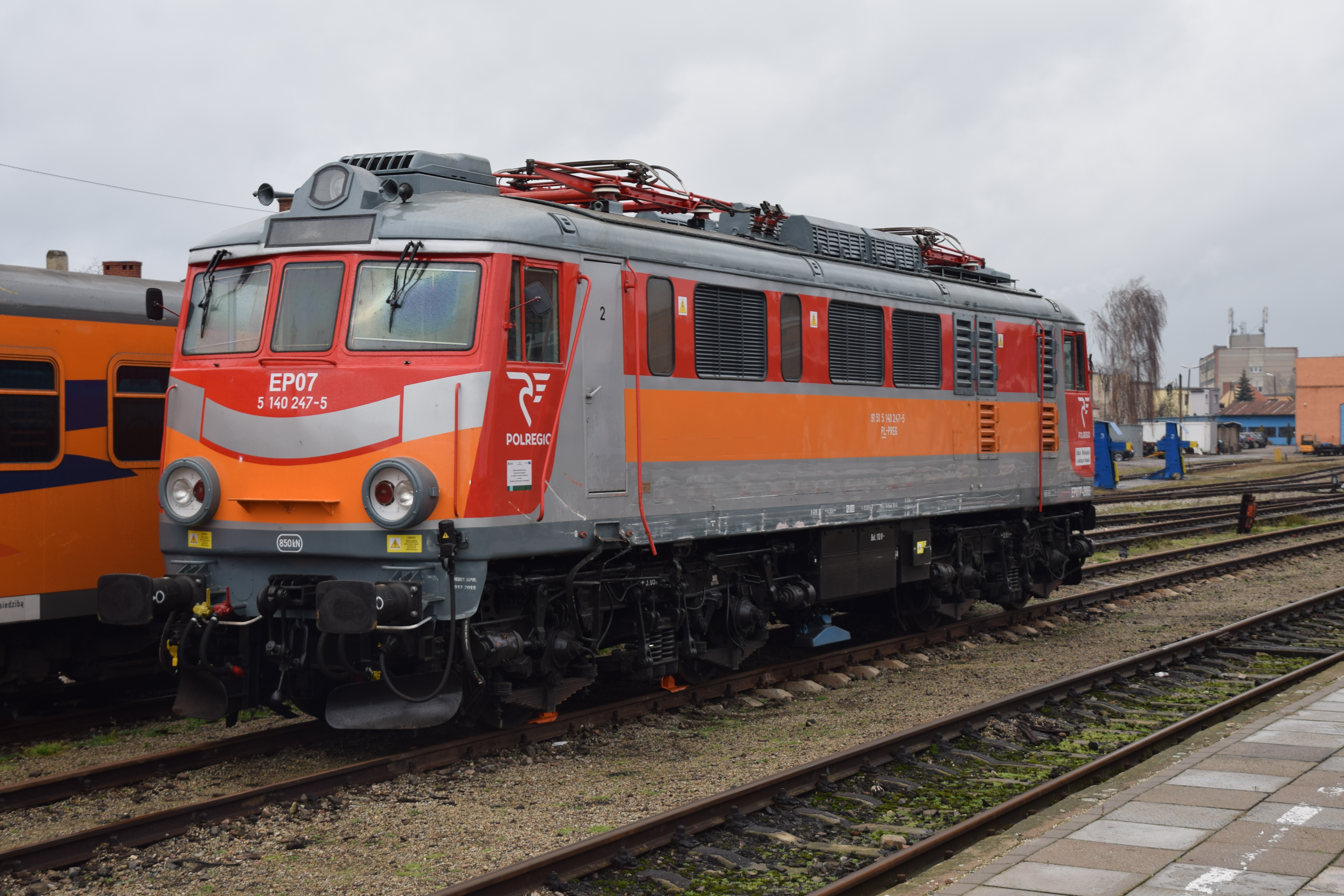
EP07P-2003 odkupiona od spółki PKP Intercity.
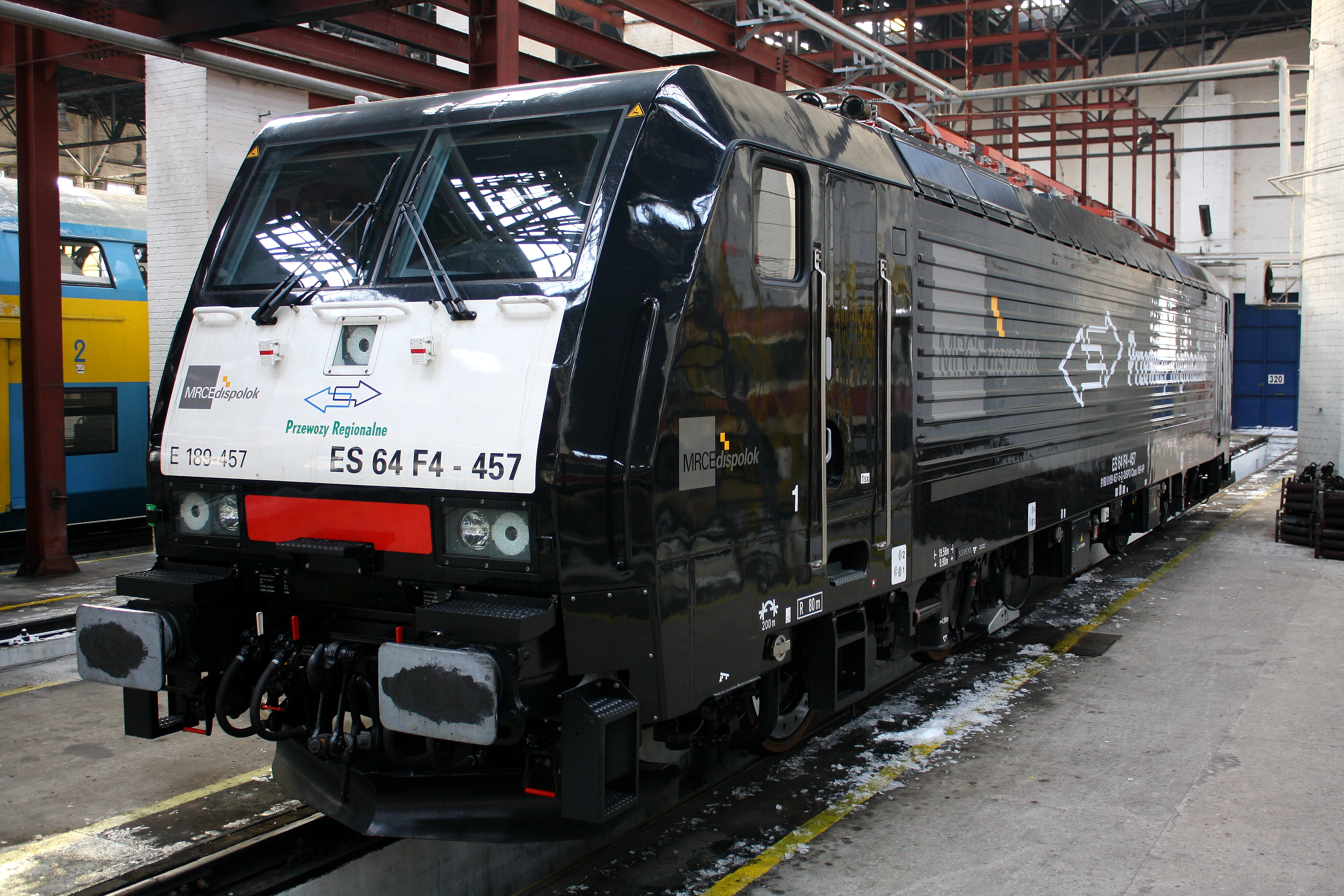
E189 w czasie testów w Przewozach Regionalnych.
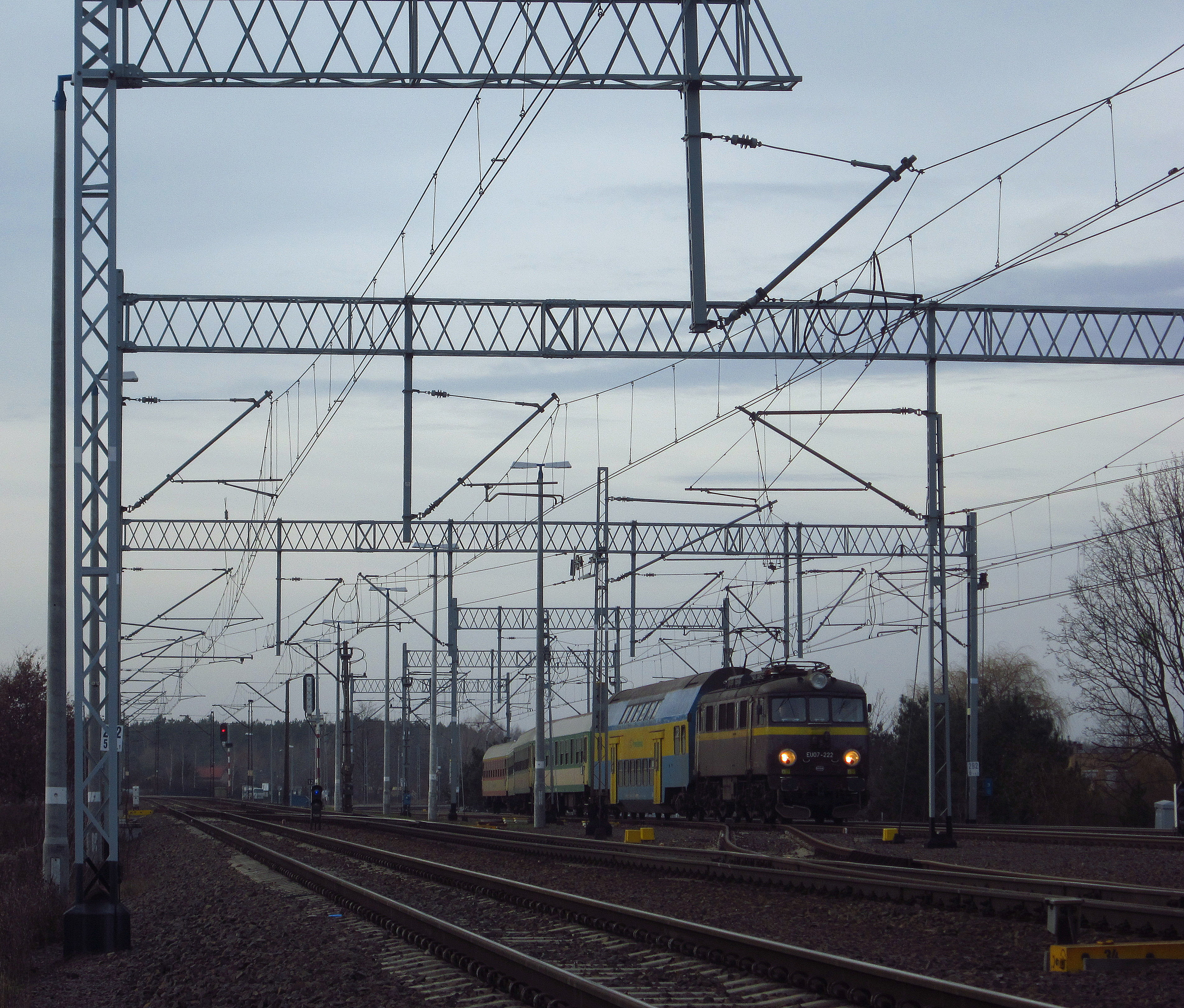
EU07 wydzierżawiona od Tabor Szynowy Opole.

### Lokomotywy spalinowe
(stan na 15 czerwca 2020 roku)
| Seria          | Prędkość maksymalna | Producent       | Modernizator   | Właściciel          | Liczba |
| -------------- | ------------------- | --------------- | -------------- | ------------------- | ------ |
| SM42           | 90 km/h             | Fablok Chrzanów |                | Przewozy Regionalne | 11     |
| SU42           | 90 km/h             | Fablok Chrzanów | ZNTK Nowy Sącz | Przewozy Regionalne | 7      |
| SM04           | 30 km/h             | Zastal          |                | Przewozy Regionalne | 5      |
| Łączna liczba: | Łączna liczba:      | Łączna liczba:  | Łączna liczba: | Łączna liczba:      | 23     |

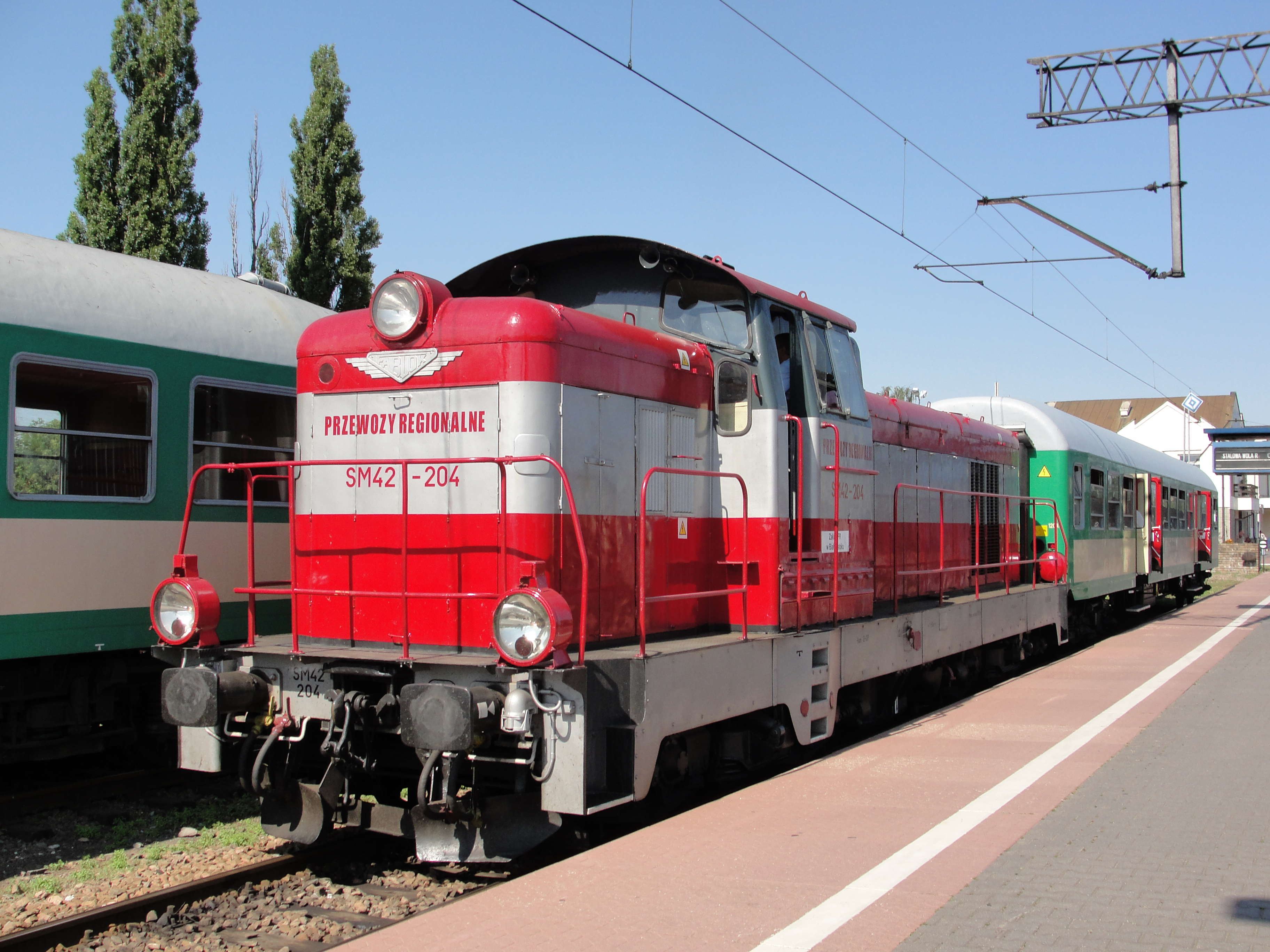
SM42-204
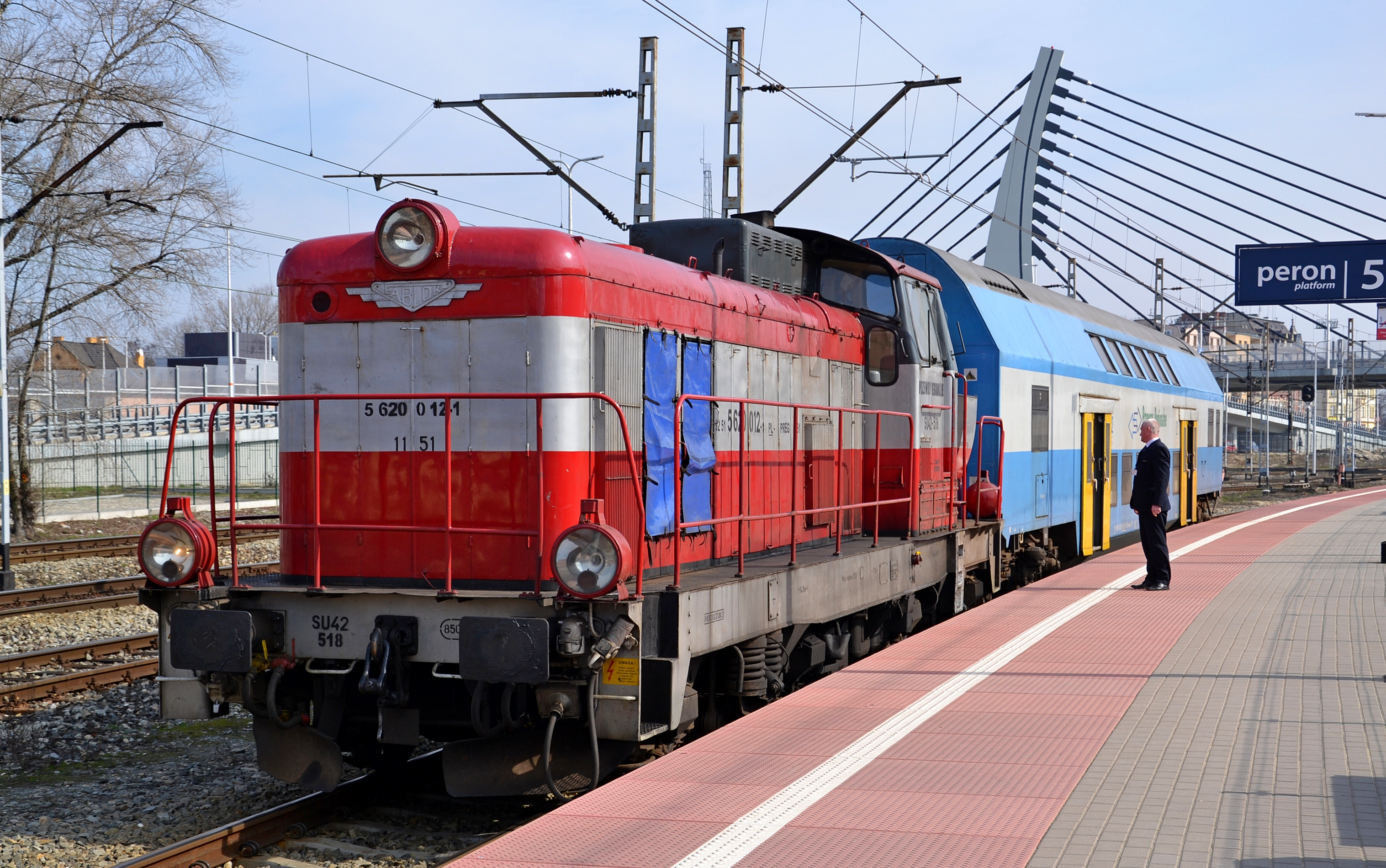
SU42 oraz wagon Bmnopux
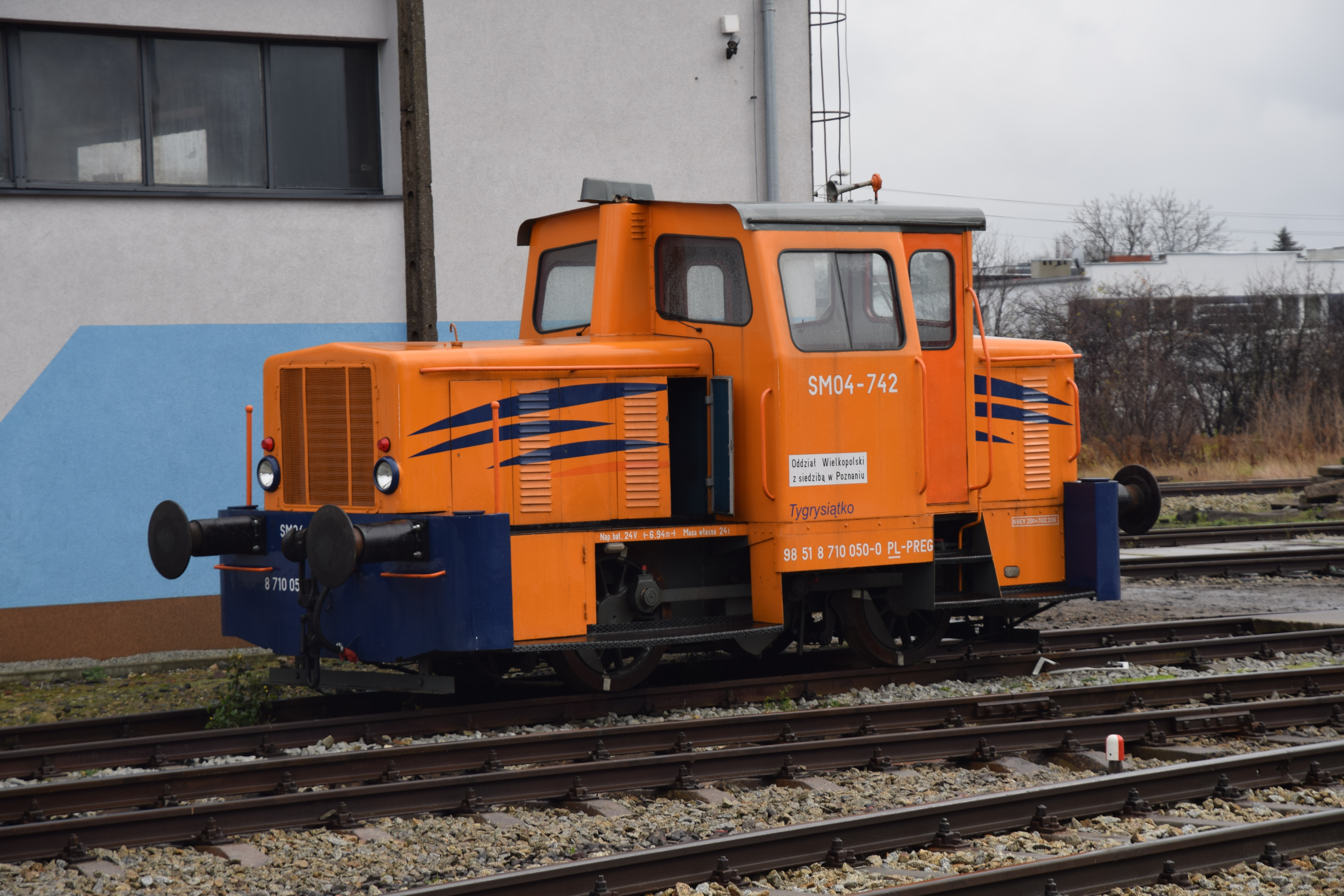
SM04-742

### Czynne wagony
(stan na 22 sierpnia 2023 roku)
| Seria          | Liczba miejsc  | Prędkość maksymalna | Producent         | Modernizator   | Liczba |
| -------------- | -------------- | ------------------- | ----------------- | -------------- | ------ |
| 120A           | 24+40+24       | 120 km/h            | Pafawag Wrocław   |                | 9      |
| Bmnopux        | 132            | 120 km/h            | Waggonbau Görlitz | Pesa           | 15     |
| 161A           | 50             | 160 km/h            | HCP Poznań        | Pesa           | 5      |
| 162A           | 78             | 160 km/h            | HCP Poznań        | Pesa           | 6      |
| 163A           | 15+54          | 160 km/h            | HCP Poznań        | Pesa           | 5      |
| 113Aa          | b.d.           | 160 km/h            | HCP Poznań        | Pesa           | 2      |
| Łączna liczba: | Łączna liczba: | Łączna liczba:      | Łączna liczba:    | Łączna liczba: | 42     |

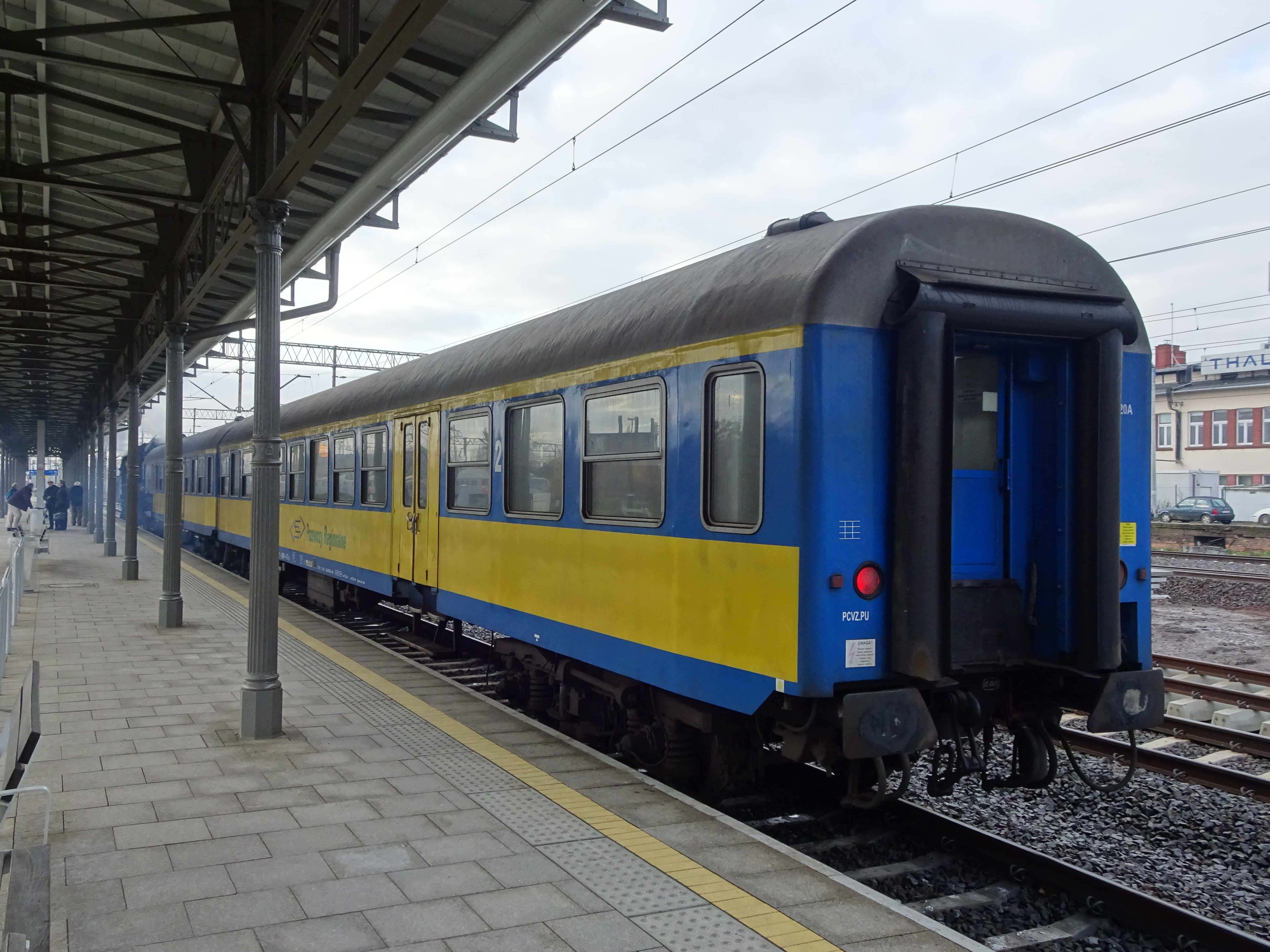
Wagony 120A
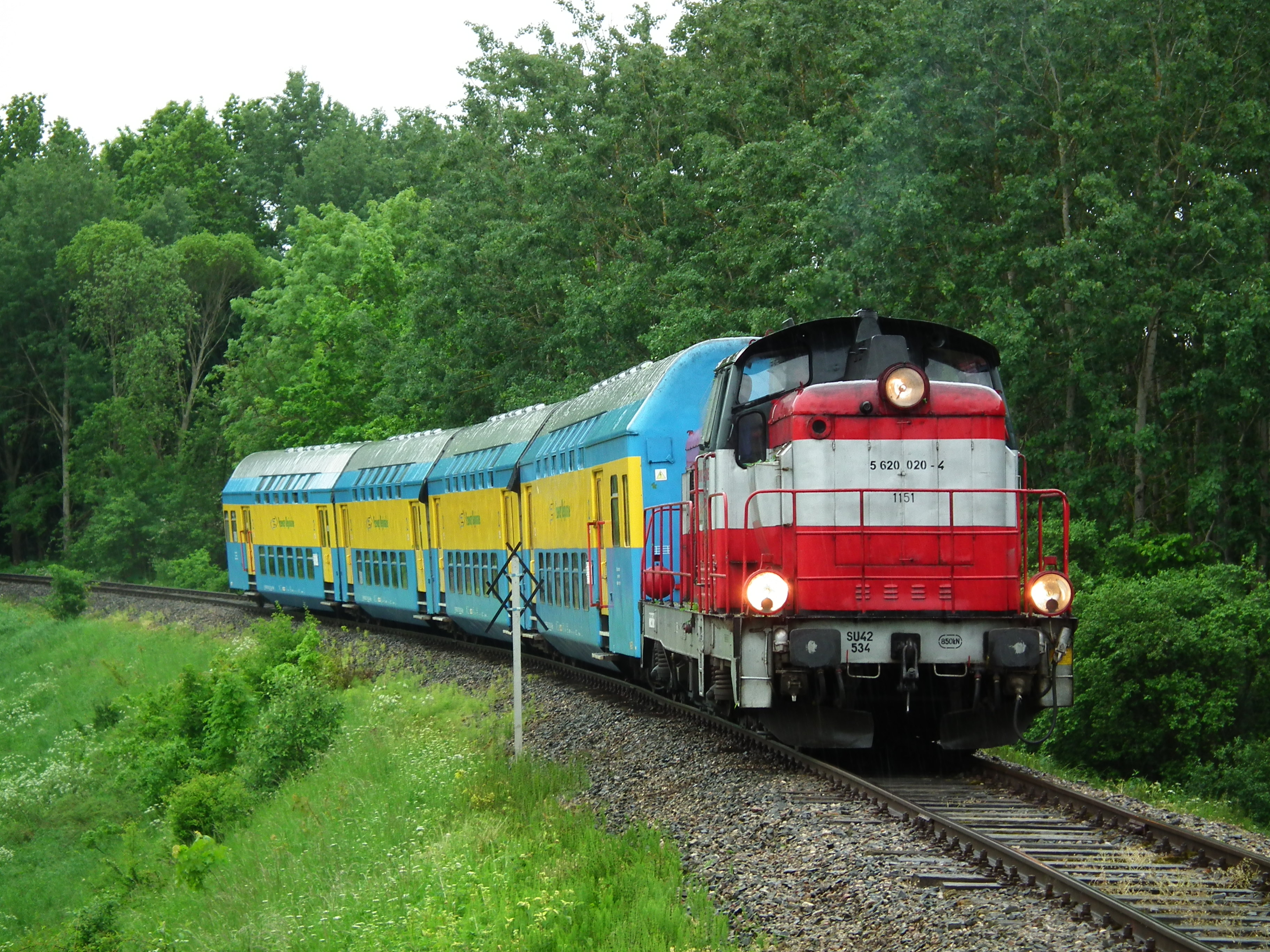
SU42 oraz wagony Bhp (już wyłączone z eksploatacji).
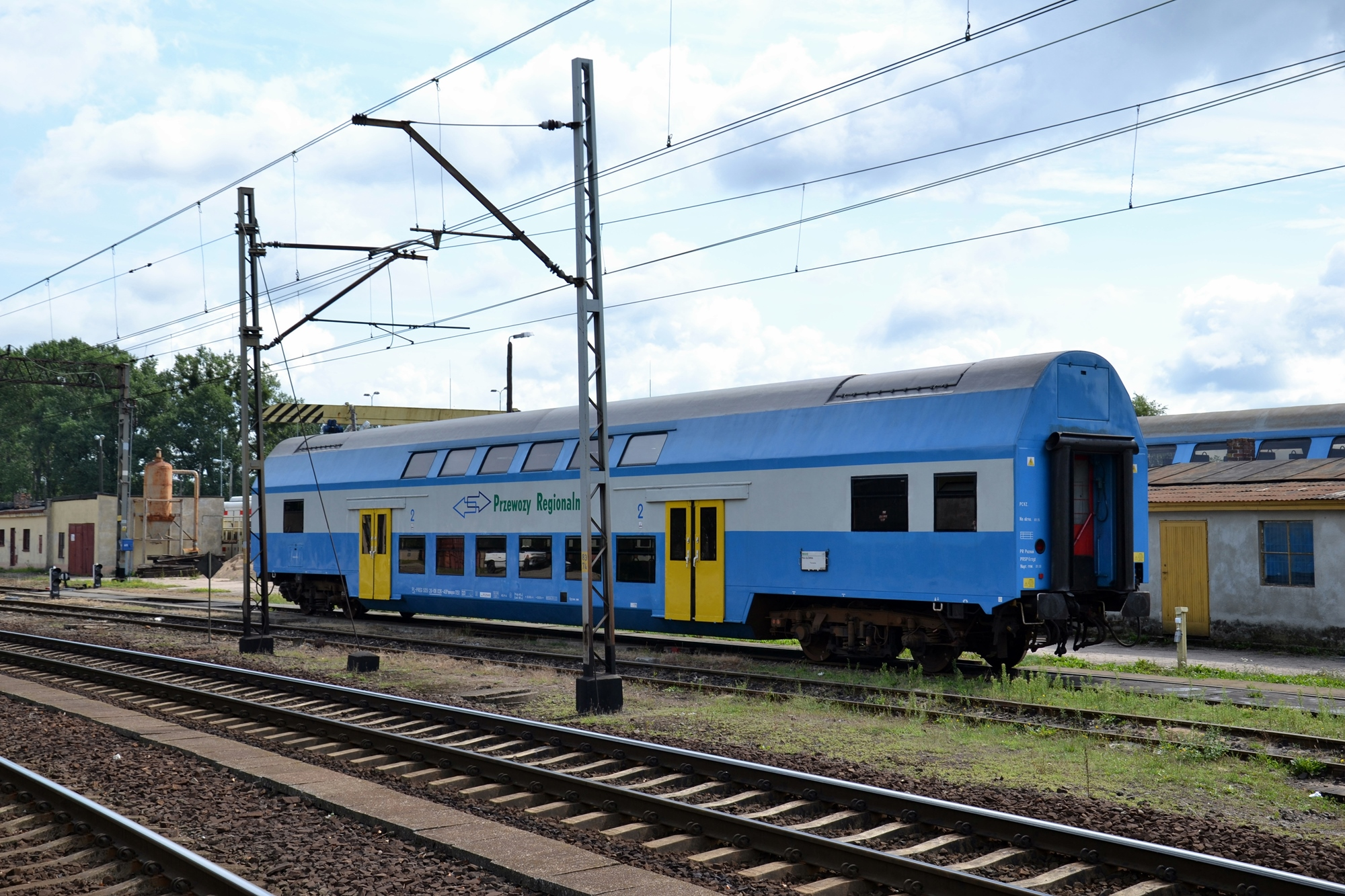
Bmnopux po naprawie rewizyjnej w PRST Krzyż Wielkopolski
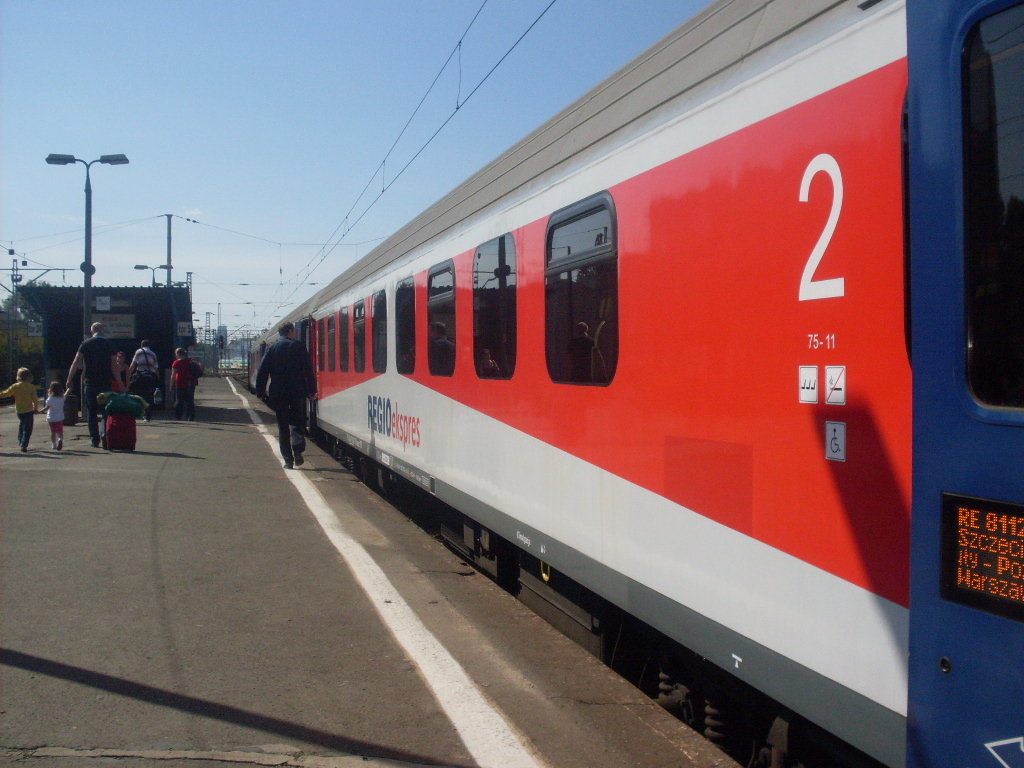
Wagon 161A w malaturze REGIOekspres

Stan taboru na rok 2009
- 939 wagonów osobowych w tym 102 klasy 1 oraz 796 klasy 2 (większość typu 120A, 111A oraz piętrowych Bdhpumn)
- 880 elektrycznych zespołów trakcyjnych w tym 808 serii EN57, 36 serii EN71, 21 serii ED72 oraz po jednej jednostce ED73 i 14WE (Pociąg Papieski). Ponadto spółka eksploatuje EZT będący własnością samorządu województwa łódzkiego: (1 sztukę ED59)
- 103 autobusy szynowe z czego 12 było własnością spółki, a reszta własnością samorządów w jej użytkowaniu
- 164 lokomotywy (136 własnych spalinowych oraz 28 dzierżawionych elektrycznych)

Stan taboru na rok 2007
Przed usamorządowieniem i wydzieleniem ze spółki PKP Przewozy Regionalne Oddziału Przewozów Międzywojewódzkich dysponowały następującym tabor (na dzień 31 lipca 2007):
- 3211 wagonów osobowych (średni wiek 25–28 lat)
- 874 elektrycznych zespołów trakcyjnych (średni wiek 25 lat)
- 107 autobusów szynowych (95 będących własnością poszczególnych samorządów).

## Finanse i wyniki przewozowe
źródła:
źródła:
źródła:

## Dodatkowe informacje
- W przeciągu 18 lat pomiędzy 1990 a 2008 długość polskich linii kolejowych dostępnych i obsługiwanych przez pociągi pasażerskie zmalała o ponad 25%[59][60].
- Od połowy 2006 Dolnośląski Zakład Przewozów Regionalnych dysponował sprawnym parowozem TKt48-18 stacjonującym w lokomotywowni Wrocław. Maszyna stanowi własność Muzeum Przemysłu i Kolejnictwa na Śląsku w Jaworzynie Śląskiej i była eksploatowana w PR na mocy specjalnej umowy. Parowóz prowadził przez tydzień w każdym miesiącu planowe pociągi rozkładowe na trasie Wrocław – Jelcz Laskowice i Wrocław – Jaworzyna Śląska oraz pociągi okolicznościowe.
- W lipcu 2013 roku sąd uznał roszczenia Przewozów Regionalnych dotyczące pokrycia deficytu za przewozy międzywojewódzkie za lata 2006–2008[61], kwota ta pozwoliłaby na spłatę zadłużenia względem PKP PLK S.A. (spółka została przekazana samorządom z zadłużeniem, mimo obietnic, że będzie inaczej)[62].

## Prezesi
| Od               | Do               | Osoba                       |               |
| ---------------- | ---------------- | --------------------------- | ------------- |
| 2001             | 2002             | Maria Wasiak                | [ 63 ]        |
| 2002             | 16 grudnia 2003  | Tadeusz Matyla              | [ 64 ]        |
| 2003             | 2005             | Janusz Dettlaff             |               |
| 2005             | 2005             | Henryk Szklarski (p.o.)     |               |
| 2005             | 2006             | Leszek Ruta                 |               |
| 11 stycznia 2006 | 7 kwietnia 2009  | Jan Tereszczuk              | [ 65 ] [ 66 ] |
| 7 kwietnia 2009  | 3 czerwca 2009   | Jerzy Kriger (p.o.)         | [ 67 ]        |
| 4 czerwca 2009   | 27 maja 2010     | Tomasz Moraczewski          | [ 68 ]        |
| 30 lipca 2010    | 10 kwietnia 2013 | Małgorzata Kuczewska-Łaska  | [ 69 ] [ 70 ] |
| 2013             | 2013             | Paweł Stefański (p.o.)      |               |
| 10 czerwca 2013  | 5 lutego 2014    | Ryszard Kuć                 | [ 71 ]        |
| 5 lutego 2014    | 10 marca 2016    | Tomasz Pasikowski           | [ 72 ]        |
| 21 marca 2016    | 13 kwietnia 2016 | Krzysztof Mamiński (p.o.)   | [ 73 ] [ 74 ] |
| 13 kwietnia 2016 | 3 marca 2017     | Krzysztof Mamiński          | [ 74 ] [ 75 ] |
| 15 marca 2017    | 3 kwietnia 2017  | Krzysztof Zgorzelski (p.o.) | [ 76 ] [ 77 ] |
| 3 kwietnia 2017  | 22 maja 2020     | Krzysztof Zgorzelski        | [ 76 ] [ 77 ] |
| 22 maja 2020     | 13 kwietnia 2023 | Artur Martyniuk             | [ 78 ]        |
| 13 kwietnia 2023 | 11 maja 2023     | Adam Pawlik (p.o.)          | [ 79 ]        |
| 12 maja 2023     | 11 czerwca 2024  | Adam Pawlik                 | [ 80 ]        |
| 11 czerwca 2024  | 20 czerwca 2024  | Marcin Mróz (p.o.)          | [ 81 ]        |
| 20 czerwca 2024  | nadal            | Krzysztof Pietrzykowski     | [ 82 ]        |

## Zatrudnienie
- 2008 – 16400[83]
- 2012 – 11800[83]
- 2018 – 6860[84]
- 2019 – 6500
- 2022 – 6637[3]